# Liste der Kulturdenkmale in Weißenberg

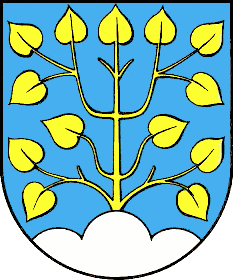
Wappen

In der Liste der Kulturdenkmale in Weißenberg sind die Kulturdenkmale der sächsischen Stadt Weißenberg verzeichnet, die bis September 2024 vom Landesamt für Denkmalpflege Sachsen erfasst wurden (ohne archäologische Kulturdenkmale). Die Anmerkungen sind zu beachten.
Diese Liste ist eine Teilliste der Liste der Kulturdenkmale im Landkreis Bautzen.

## Weißenberg
| Bild                                    | Bezeichnung | Lage                                                 | Datierung | Beschreibung | ID       |
| --------------------------------------- | --- | ---------------------------------------------------- | --- | --- | -------- |
| Direkt Bild zu diesem Denkmal hochladen | Denkmal für Gefallenen des Ersten Weltkrieges, Anlage aus ovaler Grünfläche mit Rahmung durch 28 aufrecht stehende Grabsteine, Gefallenendenkmal sowie gegenüberliegend Mauer mit Nische und Bronzeplatte für Gefallene des Zweiten Weltkrieges sowie Wasserbecken und seitliche Steinbänke, Findling und drei abgefaste Steinstelen | (Flurstück 590) (Karte)                              | Um 1930 | Ortsgeschichtlicher Wert und kulturgeschichtliche Bedeutung | 09306417 |
|                                         | Denkmalschutzgebiet Altstadt Weißenberg (vorgeschlagen) | (Karte)                                              | | Denkmalschutzgebiet Altstadt Weißenberg | 09300805 |
|                                         | Sächsisch-Preußischer Grenzstein: Pilarpaar Nr. 56 sowie sechs Läufersteine | (Flurstück 575/3) (Karte)                            | Nach 1828 | Siehe auch Sachgesamtheit 09305644; vermessungsgeschichtlich und landesgeschichtlich von Bedeutung als Zeitdokument der historischen Grenzziehung zwischen Sachsen und Preußen nach dem Wiener Kongress 1815. | 09305445 |
| Direkt Bild zu diesem Denkmal hochladen | Villa mit Einfriedung | An der Promenade 3 (Karte)                           | Um 1895 | Baugeschichtlich von Bedeutung, einetagig, seitlicher Eingangsbereich, asymmetrischer Grundriss, originale Fenster mit rundbogiger Bekrönung, Dach mit Mansardgeschoss und Biberschwanzdeckung, Putzgliederung | 09251825 |
| Direkt Bild zu diesem Denkmal hochladen | Wohnhaus | An der Promenade 7 (Karte)                           | 1. Hälfte 19. Jahrhundert | Obergeschoss Fachwerk verputzt, baugeschichtlich und sozialgeschichtlich von Bedeutung, originale Fenstergrößen, Satteldach mit doppelter Biberschwanzdeckung, am Giebel Biberschwanzdeckung, Dachgiebel Fachwerk | 09251827 |
| Weitere Bilder                          | Marktbrunnen | August-Bebel-Platz (Karte)                           | Bezeichnet mit 1939 | Sandsteinbecken, darauf mittig Darstellung eines Baumes aus Bronze, künstlerisch von Bedeutung, mit Datierung und Angabe des Künstlers | 09251800 |
| Direkt Bild zu diesem Denkmal hochladen | Litfaßsäule | August-Bebel-Platz (Karte)                           | 1920er Jahre | Kulturgeschichtlich von Bedeutung, aus Beton, Abschluss mit Ornamentik | 09251799 |
| Weitere Bilder                          | Rathaus | August-Bebel-Platz 1 (Karte)                         | Bezeichnet mit 1788 | Spätbarocker Putzbau mit Rundturm und Wendeltreppe, baugeschichtlich, ortsgeschichtlich und platzbildprägend von Bedeutung, unter Verwendung älterer Teile nach einem Brand wieder aufgebaut, zweietagiges Gebäude in originalem Zustand, Krüppelwalm mit Fledermausgaupen und Dachfenstern, vorgelagerter Rundturm mit steiler Haube, um den Turm überdachte Wendeltreppe zum Obergeschoss, Rathaus stand bis 2001 ohne Hausnummer in Denkmalliste | 09251810 |
| Direkt Bild zu diesem Denkmal hochladen | Wohnhaus mit Apotheke in geschlossener Bebauung | August-Bebel-Platz 2 (Karte)                         | 19. Jahrhundert, Kern womöglich älter | Putzbau mit späterem Ladeneinbau, heute Apotheke, städtebaulich und baugeschichtlich von Bedeutung, Apotheke im Erdgeschoss, symmetrischer Aufbau, Mittelbetonung durch Eingangstür, darüber Sandsteinrelief (Hirsch), Satteldach rechts, links Krüppelwalm, Fledermausgaupen | 09251782 |
| Weitere Bilder                          | Museum „Alte Pfefferküchlerei“ in geschlossener Bebauung mit kleiner Scheune im Hof | August-Bebel-Platz 3 (Karte)                         | 1643 | Haus mit Wohneinrichtung, Backofen und gesamtem Pfefferküchlerei-Inventar (Pfefferküchlergeräte wie Modeln, Ausstechformen u. a. Gerätschaften und Behältnisse) sowie Erdgeschoss-Laden mit historischer Ausstattung, teilweise mit Sichtfachwerk, späterer Umbau, ehemalige Scheune mit Ausstellung zur Pfefferküchlerei, insgesamt ist der Komplex baugeschichtlich als Zeugnis der Volksbauweise und ortsgeschichtlich von Bedeutung, außerdem von singulärer Bedeutung, weil einzigartig in Europa in seiner erhalten gebliebenen Einheit von museal genutztem, ursprünglich erhaltenem Gebäude mitsamt der originalen zweckgebundenen Ausstattung, außerdem europaweit ältester und einziger in seiner ursprünglichen Form museal genutzter Handwerksbetrieb eines Pfefferküchlers und damit auch von produktionsgeschichtlichem Wert. | 09251781 |
|                                         | Wohnhaus in Ecklage | August-Bebel-Platz 4, 4a (Karte)                     | Bezeichnet mit 1865 | Baugeschichtlich und städtebaulich von Bedeutung, Mittelbetonung durch zweiflügelige Eingangstür, einfache Fensterportale, originale Fenster | 09251785 |
| Direkt Bild zu diesem Denkmal hochladen | Wohnhaus in geschlossener Bebauung | August-Bebel-Platz 6 (Karte)                         | Um 1800 | Putzbau mit Satteldach und Fledermausgaupen, baugeschichtlich und städtebaulich von Bedeutung, zweietagig, Erdgeschoss stark verändert, Satteldach, Fledermausgaupen | 09251786 |
|                                         | Gasthof in geschlossener Bebauung | August-Bebel-Platz 10 (Karte)                        | Um 1750/1780 | Putzbau mit Drempel, im 20. Jahrhundert umgebaut, baugeschichtlich und ortsgeschichtlich von Bedeutung, großes Korbbogenportal mit Schlussstein, am Granitschlussstein über der Haustür unter Mörtel verborgen in Negativausführung das Symbol für Glaube, Liebe, Hoffnung, teilweise im Erdgeschoss Gewölbe | 09251798 |
|                                         | Wohnhaus in halboffener Bebauung mit westlich angebautem Nebengebäude mit Toreinfahrt | August-Bebel-Platz 11 (Karte)                        | Bezeichnet mit 1787 | Wohnhaus Obergeschoss Sichtfachwerk, baugeschichtlich und platzbildprägend von Bedeutung, Krüppelwalmdach, Umbauten | 09251369 |
| Direkt Bild zu diesem Denkmal hochladen | Wohnhaus in geschlossener Bebauung | August-Bebel-Platz 12 (Karte)                        | Bezeichnet mit 1790 | Baugeschichtlich von Bedeutung, links Satteldach, rechts Krüppelwalm, mit doppelter Biberschwanzdeckung und altem Blitzableiter, Erdgeschoss rechts Eingangstür mit überputztem Portal (darin Schlussstein), links stark rundbogiges Portal, erstes Obergeschoss originale Fenstergrößen, Fassade verputzt | 09251801 |
|                                         | Wohnhaus in geschlossener Bebauung | August-Bebel-Platz 13 (Karte)                        | Ende 18. Jahrhundert | Baugeschichtlich von Bedeutung, mit Pilastern | 09251370 |
| Weitere Bilder                          | Empfangsgebäude und Nebengebäude des Bahnhofs Weißenberg | Bahnhofstraße 22, 24 (Karte)                         | 1895/1900 | Rote Klinkerbauten, baugeschichtlich und eisenbahngeschichtlich von Bedeutung. Empfangsgebäude: Satteldach, Erdgeschoss: rundbogige Fensterbekrönung, Sims über Erdgeschoss, Fenster im ersten Obergeschoss und im Dachgiebel wie im Erdgeschoss, Verzierungen aus Klinker unter dem Dach in Dreiecksform, Bahnhofsuhr aus Eisenguss mit Verzierungen (Abbruch nach 2003), seitlich zwei Eingänge der Kreisbahn (?). | 09251816 |
| Weitere Bilder                          | Geha-Mühlen; Großmühle; Obermühle; Wohnmühlengebäude, Wohnhaus, Speicher (Getreidesilo), Scheune und Seitengebäude eines Mühlenanwesens | Brauhausstraße 3, 4, 5, 6 (Karte)                    | Um 1885, 1880/1890 (Getreidemühle); bezeichnet mit 1886 in Wetterfahne (Speicher); um 1886 (Seitengebäude); bezeichnet mit 1904 im Schlussstein (Wohnhaus) | Wohnmühlengebäude mit Mühlentrakt, Turbinenhaus einschließlich Turbine und Wohnteil, letzterer wohl das alte Wohnhaus des Müllers,baugeschichtlich, ortsgeschichtlich und technikgeschichtlich von Bedeutung. Mühlengebäude mit Turbinenhaus (Brauhausstraße 3, Flst. 116): dreietagig, mit Turbine, vielfach geteilte Fenster, Wappen (zwei Löwen, darin Mühlrad, Zirkel), originale Gewände. Wohnhaus (Brauhausstraße 5/6, Flst. 115): zwei originale Eingänge, einfache Fenstergliederung, mit originalen Fenstergewänden, Satteldach, Sims über Erdgeschoss, Winterfenster, Okulus im Giebel, Mittelbetonung durch Risalit, darin originale Eingangstür, leichter Dreiecksgiebel als Bekrönung des Mittelrisalits mit Schlussstein, bezeichnet 1904 – W.M. (unter Giebel). Großer Speicher (Brauhausstraße 3, Flst: 118/1): Putzbau mit Satteldach und Dachhäuschen mit Wetterfahne, dort bezeichnet mit 1886. Daran anschließende winkelförmige Scheune: verputzter Bruchsteinbau mit profiliertem Traufgesims, zwei große Rolltore und zwei rundbogige Toreinfahrten, Satteldach mit Biberschwanzdeckung. Seitengebäude (Brauhausstraße 4, Flst. 117/1, 117/2): verputzter zweigeschossiger Bruchsteinbau mit Satteldach. | 09251820 |
|                                         | Wohnhaus und Nebengebäude | Brauhausstraße 10 (Karte)                            | 1895/1900 (Wohnhaus); 1870/1880 (Nebengebäude) | Städtebaulich und baugeschichtlich von Bedeutung. Wohnhaus: Mittelbetonung durch originale Eingangstür, Erdgeschoss Putzquaderung, darüber Sims, erstes Obergeschoss symmetrische Fenstergliederung, originale Fenstergewände, Sims als unterer Fensterabschluss, Satteldach mit Biberschwanzdeckung. Nebengebäude: aus verschiedenfarbigem Naturstein, Satteldach mit Biberschwanzdeckung, großes, rundbogiges Holztor. Scheune? | 09251821 |
| Direkt Bild zu diesem Denkmal hochladen | Wohnhaus eines Vierseithofes | Breitscheidstraße 17 (Karte)                         | 1. Hälfte 19. Jahrhundert | Obergeschoss teilweise Fachwerk verputzt, baugeschichtlich und straßenbildprägend von Bedeutung, Erdgeschoss massiv, Obergeschoss Fachwerk verputzt, im Giebel verputztes Fachwerk, hinterer Gebäudeteil im Giebel leicht gestört durch zwei liegende Fenster, Krüppelwalmdach mit Biberschwanzdeckung | 09300837 |
|                                         | Wohnhaus in Ecklage und in halboffener Bebauung | Ernst-Thälmann-Straße 5 (Karte)                      | Um 1780 | Baugeschichtlich von Bedeutung, Krüppelwalmdach, barockes Eingangsportal, originale Fenstergrößen | 09251791 |
| Direkt Bild zu diesem Denkmal hochladen | Renaissancebogenportal | Ernst-Thälmann-Straße 10 (Karte)                     | Um 1600 | Baugeschichtlich und wissenschaftlich von Bedeutung | 09251792 |
|                                         | Wohnhaus | Ernst-Thälmann-Straße 20 (Karte)                     | Mitte 19. Jahrhundert | Obergeschoss Fachwerk, baugeschichtlich von Bedeutung, Fachwerk im ersten Obergeschoss, originale Fenstergrößen, Satteldach mit einfacher Biberschwanzdeckung, Giebel verbrettert, Erdgeschoss verputzt | 09251790 |
| Weitere Bilder                          | Hallenkirche (Einzeldenkmal zu ID-Nr. 09300802) | Kirchgasse 3 (Karte)                                 | 1228 | Baugeschichtlich und ortsgeschichtlich von Bedeutung. Kirche mit romanischem Kern, später mehrfach verändert, rechteckiges Schiff, schmaler, rechteckiger Chor, Dachreiter 1725, im Schiff Holzemporen mit modernisierter Bemalung, eine sich vorwölbende Orgelempore (Orgel 1970 restauriert), Altar mit geschnitzten Passionsreliefs (1666 von Michael Bubenick aus Zittau), hölzerne Kanzel aus dem frühen 17. Jahrhundert, Grabdenkmäler aus dem 16. und 17. Jahrhundert der von Gersdorf, alte Wetterfahne im Vorraum (1827), Kirche stand bis 2001 ohne Straße und Hausnummer in der Denkmalliste, Grabmal der Familie Magdalene (gest. 1186) und Johann Ernst Kretschmar (gest. 1901), Mühlenbesitzer, sämtliche schmiedeeisernen Grabeinfriedungen der seitlichen Wandgrabmale, verputzte Einfriedungsmauer (kein Denkmal). | 09251811 |
| Weitere Bilder                          | Alte Schule; Wohnhaus (Umgebinde) mit massivem Wirtschaftsanbau | Kirchgasse 8, 10 (Karte)                             | Nach 1675 | Obergeschoss Fachwerk (Andreaskreuze), baugeschichtlich und sozialgeschichtlich von Bedeutung, zweistöckig, Bruchsteinmauerwerk, rechts Umgebinde 3/2/2? Joche, Oberstockfachwerk, teilweise verputzt, Krüppelwalm mit einfacher Biberschwanzdeckung, vier kleine Fledermausgaupen, rückseitig kleiner späterer Anbau, Bauteil später angebaut | 09251350 |
| Direkt Bild zu diesem Denkmal hochladen | Wohnhaus in Ecklage | Kreuzweg 2 (Karte)                                   | Um 1800 | Den Marktplatz mitbestimmend, baugeschichtlich und städtebaulich von Bedeutung, mit Krüppelwalmdach | 09251428 |
| Direkt Bild zu diesem Denkmal hochladen | Ehemaliger Gasthof mit zwei Seitengebäuden | Kreuzweg 3 (Hauptanschrift Mühlbergstraße 6) (Karte) | Bezeichnet mit 1839 | Baugeschichtlich und ortsgeschichtlich von Bedeutung, massiv, Struktur erhalten, flacher Mittelrisalit, dort im Obergeschoss Rundbogenfenster, Krüppelwalmdach, Biberschwanzdeckung, fünf Fledermausgaupen, Haus verputzt, Seitengebäude Feldstein | 09252010 |
| Direkt Bild zu diesem Denkmal hochladen | Wohnstallhaus | Marktgasse 1 (Karte)                                 | Um 1790/1820 | Obergeschoss Fachwerk, baugeschichtlich und sozialgeschichtlich von Bedeutung, vermutlich ehemaliges Umgebindehaus, Fachwerk im ersten Obergeschoss, Erdgeschoss verputzt, vorwiegend originale Fenstergrößen, Satteldach mit Biberschwanzdeckung | 09251824 |
| Direkt Bild zu diesem Denkmal hochladen | Wohnhaus in Ecklage | Marktgasse 2, 2a (Karte)                             | Um 1800 | Spätere Modernisierung, baugeschichtlich und städtebaulich von Bedeutung, Baukörper aus 17. Jahrhundert überbaut und modernisiert, innen im Erdgeschoss Gewölbe | 09251784 |
| Direkt Bild zu diesem Denkmal hochladen | Wohnhaus (ohne Anbau) | Marktgasse 3 (Karte)                                 | Um 1870/1880 | Ohne Anbau, Obergeschoss Fachwerk verbrettert, baugeschichtlich von Bedeutung, hochgelagertes Erdgeschoss, originale Fenstergrößen, Vorderfront im ersten Obergeschoss verbrettert, Satteldach mit Biberschwanzdeckung | 09251823 |
| Direkt Bild zu diesem Denkmal hochladen | Ehemaliger Gasthof mit zwei Seitengebäuden | Mühlbergstraße 6 (Kreuzweg 3) (Karte)                | Bezeichnet mit 1839 | Baugeschichtlich und ortsgeschichtlich von Bedeutung, massiv, Struktur erhalten, flacher Mittelrisalit, dort im Obergeschoss Rundbogenfenster, Krüppelwalmdach, Biberschwanzdeckung, fünf Fledermausgaupen, Haus verputzt, Seitengebäude Feldstein | 09252010 |
| Direkt Bild zu diesem Denkmal hochladen | Wohnstallhaus | Mühlbergstraße 8 (Karte)                             | Bezeichnet mit 1839 | Obergeschoss Fachwerk, Konstruktion weitgehend erhalten, baugeschichtlich von Bedeutung, Erdgeschoss massiv, Obergeschoss verputzt, mit weitgehend intaktem Wand-Öffnung-Verhältnis, Satteldach, Biberschwanz-Kronendeckung | 09252009 |
|                                         | Wohnhaus | Mühlbergstraße 10 (Karte)                            | 1651 Dendro (Wohnhaus); um 1800 (Wohnhaus) | Obergeschoss Fachwerk, baugeschichtlich und städtebaulich von Bedeutung, hervorkragender Dachgiebel, kleine Fenster im ersten Obergeschoss | 09251802 |
|                                         | Wohnhaus | Mühlbergstraße 19 (Karte)                            | 2. Hälfte 19. Jahrhundert | Obergeschoss Fachwerk, baugeschichtlich von Bedeutung, Krüppelwalm mit doppelter Biberschwanzdeckung | 09251804 |
|                                         | Wohnhaus in offener Bebauung | Mühlbergstraße 23 (Karte)                            | Um 1850 | Baugeschichtlich von Bedeutung, Satteldach mit einfacher Biberschwanzdeckung, einfache Putzgliederung, Winterfenster | 09251807 |
| Weitere Bilder                          | Dampfmühle Max Nitschke; Mittelmühle Weißenberg; Mühlengebäude und Wohnhaus eines Mühlenanwesens | Mühlbergstraße 26 (Karte)                            | Um 1890 | Ehemalige Dampfmühle, heute Getreidemühle (Geha-Mühle), baugeschichtlich, ortsgeschichtlich und technikgeschichtlich von Bedeutung, asymmetrische Fassadengliederung, Mühlengebäude (links): Granitgewände, Satteldach, Tür im Erdgeschoss und ersten Obergeschoss aus Jahrhundertwende, Wohnhaus (rechts): Erdgeschoss Putzquaderung, erstes und zweites Obergeschoss starke Putzgliederung (Fenstergewände), drittes Obergeschoss (Mansarddach) rundbogige Fenster, starke Putzgliederung | 09251808 |
| Weitere Bilder                          | Wasserturm | Nieskyer Straße (Karte)                              | 1904 | Gelber Klinkerbau, baugeschichtlich und technikgeschichtlich von Bedeutung. Der Wasserturm wurde 1905 für die Wasserversorgung der Gemeinde Weißenberg gebaut und befand sich bis 1991 in Betrieb. Die charakteristische, leicht konische Form des runden Klinkerbaus besticht durch ihre ausgewogene Gliederung des gelben Turmschaftes durch rote, leicht hervortretende Gesimse. Beleuchtet wird das Turminnere über eine Reihe mittig umlaufender, großer Stahlrahmenfenster sowie vier Okuli unterhalb des leicht auskragenden, schmucklos verputzten Behältergeschosses. Im Behältergeschoss (Stahlfachwerkgerüst) befinden sich schmale Schlitzfenster, den Abschluss bildet ein Kegeldach mit großem Dachüberstand und Entlüftungshaube. In den Jahren 2011/2011 erfolgte die Sanierung des städtischen Wahrzeichens. Seitdem dient der Wasserturm nicht mehr der Wasserversorgung, sondern versorgt die gemeindeeigenen Bildungseinrichtungen über ein im Erdgeschoss installiertes Blockheizkraftwerk mit Wärme. Der stählerne Wasserbehälter der Bauart Barkhausen (150 m³ Fassungsvermögen) konnte in diesem Zusammenhang erhalten werden. Als Zeugnis der aufkommenden zentralen Wasserversorgung zu Beginn des 20. Jahrhunderts ist der Weißenberger Wasserturm ein Denkmal von hohem stadt- und technikgeschichtlichem Wert. Aufgrund seiner Ausgestaltung ist er zudem baugeschichtlich von Bedeutung. Gurtgesimse aus rotem Klinker, Wasserbecken verputzt, bis zum Wasserbecken Fenster mit rundbogigem Abschluss aus wechselnd rotem und gelbem Klinker. | 09251794 |
|                                         | Sowjetischer Ehrenfriedhof (Sachgesamtheit) | Pestalozziplatz (Karte)                              | 1945 | Sachgesamtheit Sowjetischer Ehrenfriedhof, mit Granitportal, Einfriedung, 16 Grabmalen und Gedenkstein (alles Sachgesamtheitsteile); ortsgeschichtlich von Bedeutung. Granitportal mit Einfriedung, 16 Grabmale, hinten großer Gedenkstein mit Sowjetstern Sowjetischer Ehrenfriedhof, vor der Schule In Einzel- und Gemeinschaftsgräbern ruhen eine unbekannte Zahl Soldaten und Offiziere, gefallen am 24. April 1945. Einheitlich gestaltete Grabsteine, teilweise mit Namen (33). Auf einem dreistufigen Podest dreifach gegliederte Gedenkwand, auf allen Teilen ehrender Text. Über dem Mittelteil Sowjetstern. Material: Granit, Höhe ca. 220 cm. Errichtet: um 1950. | 09251788 |
| Direkt Bild zu diesem Denkmal hochladen | Grundschule Weißenberg | Pestalozziplatz 2 (Karte)                            | Bezeichnet mit 1899 | Backsteinbau mit Sandsteingliederung, baugeschichtlich und sozialgeschichtlich von Bedeutung, symmetrischer, leicht T-förmiger Grundriss, Betonung durch Mittelrisalit und Eingangsportal, darüber im ersten Obergeschoss Zwillingsfenster, im Erdgeschoss große Fenster und rundbogiges Portal (darin Schlussstein), im Mittelteil Zeltdach, links und rechts Schleppdach mit verkürzten Kuppen | 09251789 |
| Direkt Bild zu diesem Denkmal hochladen | Pfarrhaus mit Einfriedung | Pfarrgasse 3 (Karte)                                 | Um 1910 | In Hanglage, baugeschichtlich und ortsgeschichtlich von Bedeutung, asymmetrischer, voluminöser Baukörper, reiche Dachformen (Mansarddach), vorwiegend originale Fenster, große Zwillingsfenster im Mansarddach, darüber schlichte, geschweifte Giebel und Gaupen | 09251812 |
|                                         | Schützenhaus; Gasthof mit Saalanbau | Reichenbacher Straße 1 (Karte)                       | Bezeichnet mit 1622 | Baugeschichtlich und ortsgeschichtlich von Bedeutung, zweistöckiges Gebäude mit Mittelbetonung durch Dreiecksgiebel, darin stark verziertes Wappen (bezeichnet mit 1622, mit Eiche und Eichenlaub), Zwillingsfenster im ersten Obergeschoss (darüber Wappen, bezeichnet 1902, zwei Füllhörner), große Freitreppe, Eingangstür, rückwärtig Saalanbau | 09251795 |
|                                         | Alte Lohgerberei; Villa mit Einfriedung und Gerberei mit Dampfmaschine | Wasserstraße 1, 1a (Karte)                           | Um 1900 (Fabrikantenvilla); 1915 (Dampfmaschine) | Ortsgeschichtliche und technikgeschichtliche Bedeutung, Villa in roten Klinkern mit Sandsteingliederung, Anklänge an französischen Klassizismus, schmiedeeiserner Einfriedungszaun, Gerberei Feldstein mit Putzgliederung (Gurtgesimse, Eckrustizierung), liegende Einzylinder-Gegendruck-Dampfmaschine von 1915 (F.A. Gruschwitz, Maschinenfabrik, Eisengießerei und Kesselschmiede Olbersdorf/Oberlausitz), nach 1996 Abbruch der Esse und Teile der Gerberei-Anbauten | 09251813 |
| Weitere Bilder                          | Rudolphmühle; Niedermühle (ehemalig); Westliches Wohnmühlenhaus, daran anschließendes nördliches Turbinenhaus, mittiges Wohnstallhaus mit Oberlaube und nördlich angebautem Scheunenteil sowie nordöstliches Seitengebäude eines Mühlenanwesens sowie Naturstein-Hofpflasterung, Mühlgraben und Reste des Wehrs                      | Zur Rudolphmühle 1 (Karte)                           | Um 1850 | Nach Süden offene Hofanlage, westliches Wohnmühlenhaus Bruchstein verputzt, nördliches Turbinenhaus/Radstube als Standort der ehemaligen Dampfmaschine zur Überbrückung von Zeiten des Turbinenausfalls, Wohnstallhaus Obergeschoss Fachwerk verputzt mit hofseitiger Oberlaube, nördlicher Scheunenteil ruinös, nur Erdgeschoss-Bereich erhalten, nordöstliches Seitengebäude Obergeschoss Fachwerk, weitgehend authentisch erhaltener, historisch gewachsener Gebäudekomplex mit hohem Originalitätsgrad der einzelnen Baulichkeiten, wissenschaftlich-dokumentarischer Zeugniswert, ortsgeschichtlich interessant und von Bedeutung für Technik- und Produktionsgeschichte, Seltenheitswert. | 09250512 |
| Direkt Bild zu diesem Denkmal hochladen | Wohnhaus (Umgebinde) mit Oberlaube ohne rechtwinkligen Anbau | Zur Rudolphmühle 2 (Karte)                           | Um 1850 | Obergeschoss Fachwerk, ohne rechtwinkligen Anbau, bau-, orts- und sozialgeschichtlich von Bedeutung, steht möglicherweise in historischem Zusammenhang mit der Niedermühle, Krüppelwalmdach mit Biberschwanz-Kronendeckung, rechtwinkliger Anbau ebenfalls Obergeschoss Fachwerk, stand bis 2007 unter der Hausnummer 4 in der Denkmalliste, laut ALK-Daten besitzt dieses Gebäude die Nummer 2 | 09279036 |

## Belgern
| Bild                                    | Bezeichnung                                                      | Lage                          | Datierung                 | Beschreibung | ID       |
| --------------------------------------- | ---------------------------------------------------------------- | ----------------------------- | ------------------------- | --- | -------- |
| Direkt Bild zu diesem Denkmal hochladen | Bergkeller einer ehemaligen Schäferei                            | An der Schanze 5 (Karte)      | Bezeichnet mit 1862       | Kultur- und sozialgeschichtlich von Bedeutung. Wohnstallhaus einetagig, aus Bruchstein, Krüppelwalm mit doppelter Biberschwanzdeckung, im Erdgeschoss Granitgewände, Mittelbetonung durch Eingangstür mit originalem Gewände, Bergkeller mit originalem Gewände und Datierung, altes hölzernes Bienenhaus, Denkmal stand bis 2001 ohne Straßenangabe in Denkmalliste, Abbruchgenehmigung vom 17. November 2009, Dokumentation vorhanden, Altes Wohnhaus (Alte Schäferei), Schafstall und Bienenhaus Abbruch. | 09251769 |
| Direkt Bild zu diesem Denkmal hochladen | Wohnhaus                                                         | Cannewitzer Straße 18 (Karte) | 1909                      | Breit gelagerter Putzbau über winkligem Grundriss, baugeschichtlich von Bedeutung, zweietagig, mit Walmdach und Biberschwanzdeckung, Winterfenster | 09251767 |
| Direkt Bild zu diesem Denkmal hochladen | Herrenhaus des ehemaligen Rittergutes mit Resten der Einfriedung | Gutshof 8 (Karte)             | 1. Hälfte 18. Jahrhundert | Breit gelagerter, verputzter Bruchsteinbau mit markantem Krüppelwalmdach mit doppeltem Dachhecht, baugeschichtlich, ortsgeschichtlich und ortsbildprägend von Bedeutung. Hoher Krüppelwalm mit Biberschwanzdeckung, übereinanderliegende Dachhechte, Bruchsteinmauern im einetagigen Gebäude, originale Fenstergrößen mit Sandsteingewänden, Putzgliederung. Ehemaliger Besitz des Grafen zu Solms, Steintrog 2009 nicht mehr vorhanden.                                                                     | 09251763 |

## Cortnitz
| Bild                                    | Bezeichnung                                                                                                   | Lage                     | Datierung                                          | Beschreibung | ID       |
| --------------------------------------- | --- | ------------------------ | -------------------------------------------------- | --- | -------- |
|                                         | Sächsisch-Preußischer Grenzstein: Pilarpaar Nr. 65 sowie sechs Läufersteine                                   | (Flurstück 168) (Karte)  | Nach 1828                                          | Siehe auch Sachgesamtheit 09305644; vermessungsgeschichtlich und landesgeschichtlich von Bedeutung als Zeitdokument der historischen Grenzziehung zwischen Sachsen und Preußen nach dem Wiener Kongress 1815. | 09305566 |
|                                         | Sächsisch-Preußischer Grenzstein: Pilarpaar Nr. 66 sowie 17 Läufersteine                                      | (Flurstück 175) (Karte)  | Nach 1828                                          | Siehe auch Sachgesamtheit 09305644; vermessungsgeschichtlich und landesgeschichtlich von Bedeutung als Zeitdokument der historischen Grenzziehung zwischen Sachsen und Preußen nach dem Wiener Kongress 1815. | 09305567 |
|                                         | Wohnstallhaus (Umgebinde) mit Oberlaube                                                                       | Cortnitz 7 (Karte)       | Um 1820                                            | Obergeschoss Fachwerk, baugeschichtlich und hausgeschichtlich von Bedeutung, links 2/2/(2 Rest) Joche, erstes Obergeschoss Fachwerk, Giebel verbrettert, vorwiegend originale Fenster, Satteldach mit einfacher Biberschwanzdeckung | 09252104 |
|                                         | Wohnstallhaus (Umgebinde) mit Oberlaube                                                                       | Cortnitz 8 (Karte)       | Um 1810                                            | Obergeschoss Fachwerk, baugeschichtlich und hausgeschichtlich von Bedeutung. Wohnstallhaus: links 2/2/(2 Rest) Joche, Oberlaube, über Blockstube, über Stallteil, mit Satteldach, einfache Biberschwanzdeckung, Taubenschlag unter dem Dach, Giebel verbrettert, Rückseite Fachwerk, mit Felsenkeller. | 09252103 |
|                                         | Wohnstallhaus und winklige Scheune                                                                            | Cortnitz 11 (Karte)      | Um 1820                                            | Wohnstallhaus Obergeschoss Fachwerk, baugeschichtlich, wirtschaftsgeschichtlich und ortsbildprägend von Bedeutung. Wohnstallhaus: Erdgeschoss verputzt, erstes Obergeschoss Fachwerk, Giebel verbrettert, Satteldach, originale Fenster. Scheune: mit Satteldach und rundbogigem Holztor. | 09252102 |
| Direkt Bild zu diesem Denkmal hochladen | Wohnstallhaus (Umgebinde, Nr. 12a) und zwei Scheunen (südliche Scheune Nr. 12) eines ehemaligen Vierseithofes | Cortnitz 12, 12a (Karte) | Um 1800 (Wohnstallhaus); 19. Jahrhundert (Scheune) | Wohnstallhaus Obergeschoss Fachwerk, südliche Scheune Putzbau, westliche Scheune Obergeschoss verbrettert, das dazugehörige Auszugshaus wurde nach 1994 abgebrochen, baugeschichtlich, hausgeschichtlich und wirtschaftsgeschichtlich von Bedeutung. Umgebindehaus: rechts 2/2(2 zugesetzt) Joche, erstes Obergeschoss Fachwerk, originale Fenster, zum Hof leicht vorgesetzter Baukörper, Satteldach mit einfacher Biberschwanzdeckung, rückseitig zwei kleine Anbauten. Scheune: über Eck gebaut, Satteldach (Dachpfannen), Holztore, Holzverkleidung. Kleine Scheune: Satteldach, einfache Biberschwanzdeckung, Holztore. Kleines Wohnhaus: einetagig, originale Fenster und Tür, Satteldach mit einfacher Biberschwanzdeckung. | 09252101 |
|                                         | Wohnstallhaus (Umgebinde)                                                                                     | Cortnitz 16 (Karte)      | Um 1720/1750                                       | Eingeschossig mit hoher Drempelzone, baugeschichtlich, hausgeschichtlich und ortsgeschichtlich von Bedeutung, verputzt, rechts 2/2/- Joche, originale Fenster, Satteldach mit einfacher Biberschwanzdeckung, verbrettert, rückseitig teilweise Fachwerk, Drempelgeschoss, Langständer | 09252100 |
| Direkt Bild zu diesem Denkmal hochladen | Türstock an Scheune                                                                                           | Cortnitz 20 (Karte)      | Bezeichnet mit 1792                                | Ortsgeschichtlich von Bedeutung | 09252099 |

## Drehsa
| Bild                                    | Bezeichnung                                                                                         | Lage                                                                     | Datierung                          | Beschreibung | ID       |
| --------------------------------------- | --------------------------------------------------------------------------------------------------- | ------------------------------------------------------------------------ | ---------------------------------- | --- | -------- |
| Direkt Bild zu diesem Denkmal hochladen | Wegestein                                                                                           | (zwischen Wawitz und Oberdrehsa) (Karte)                                 | 19. Jahrhundert                    | Verkehrsgeschichtlich von Bedeutung, Säule stand bis 2001 irrtümlich unter Ortsteil Zschorna (Gemeinde Hochkirch) in der Denkmalliste | 09251730 |
| Weitere Bilder                          | Rittergut und Gutspark Drehsa (Sachgesamtheit)                                                      | Am Rittergut 1, 1 (bei), 3, 5, 8, 9 (Im Rittergut 2, 3, 4, 6, 8) (Karte) | 19. Jahrhundert, 1889–1891 (Umbau) | Sachgesamtheit Rittergut und Gutspark Drehsa mit folgenden Einzeldenkmalen: Herrenhaus (Nr. 1), zwei westliche Wirtschaftsgebäude (ohne Nr.) und östliches Wirtschaftsgebäude mit Wasserturm (Hausnummer 3) des Wirtschaftshofes, Brunnenring vor dem Schloss, Brunnenbecken im Wirtschaftshof und Reste der Einfriedung, drei Skulpturen der Walküre, des Wotan und des Siegfried, rundbogige Natursteinbrücke und Fürstengrab mit Einfriedung im weitläufigen Parkgelände (siehe Obj. 09251731, gleiche Anschrift) sowie Gutspark mit nach Süden ausgedehnter Fläche (Gartendenkmal) und die beiden südlichen Wirtschaftsgebäude als Sachgesamtheitsteile (Nr. 5 und 9); bau-, orts-, sozialgeschichtlich und landschaftsprägende Bedeutung. | 09303933 |
|                                         | Herrenhaus (Einzeldenkmal zu ID-Nr. 09303933)                                                       | Am Rittergut 1 (Karte)                                                   | Um 1870                            | Einzeldenkmal der Sachgesamtheit Rittergut und Gutspark Drehsa; bau-, orts-, sozialgeschichtlich und landschaftsprägende Bedeutung. Herrenhaus: mit Freitreppe, halbrunder Erker im erhöhten Erdgeschoss, rundbogige Eingangsbereiche, seitlich eingeschossiger Anbau, Mittel- und Seitenrisalit, im Mittelrisalit Wappen, Mansarddach (1911) mit Mansardgeschoss, rundbogige Dachfenster, darüber Dreiecksgiebel, teilweise mit Schlussstein, im Schloss Stuckdecken, neobarocker Charakter des Gebäudes. | 09251731 |
|                                         | Zwei westliche Wirtschaftsgebäude des Wirtschaftshofes (Einzeldenkmal zu ID-Nr. 09303933)           | Am Rittergut (ohne Nr.) (Karte)                                          | Um 1870                            | Einzeldenkmal der Sachgesamtheit Rittergut und Gutspark Drehsa; bau-, orts-, sozialgeschichtlich und landschaftsprägende Bedeutung. Zum ehemaligen Rittergut gehörende Wirtschaftsgebäude: fünf Scheunen bzw. Ställe, teilweise mit Wohnbereichen im Obergeschoss, massive Natursteinbauten mit großen Mansarddächern (Biberschwanzdeckung), Dachlandschaft zum Teil mit stehenden Zwerchgaupen (Ladeluken) oder Schleppgaupen (Abbruch der nördlichen Gebäude mit den Hausnummern 2, 4, 6 2012 festgestellt), Fenster- und Türgewände aus rotem Klinker, über Erdgeschoss Sims aus rotem Klinker, Holztore. | 09251731 |
|                                         | Östliches Wirtschaftsgebäude mit Wasserturm des Wirtschaftshofes (Einzeldenkmal zu ID-Nr. 09303933) | Am Rittergut 3 (Karte)                                                   | Um 1870                            | Einzeldenkmal der Sachgesamtheit Rittergut und Gutspark Drehsa; bau-, orts-, sozialgeschichtlich und landschaftsprägende Bedeutung. | 09251731 |
|                                         | Nordöstliches Wirtschaftsgebäude des Wirtschaftshofes (Einzeldenkmal zu ID-Nr. 09303933)            | Am Rittergut 8 (Karte)                                                   | Um 1870                            | Einzeldenkmal der Sachgesamtheit Rittergut und Gutspark Drehsa; bau-, orts-, sozialgeschichtlich und landschaftsprägende Bedeutung. | 09251731 |
|                                         | Zwei südliche Wirtschaftsgebäude des Wirtschaftshofes (zu ID-Nr. 09303933)                          | Am Rittergut 5 und 9 (Karte)                                             | Um 1870                            | Sachgesamtheitsteile der Sachgesamtheit Rittergut und Gutspark Drehsa; zwei südliche Wirtschaftsgebäude (Nr. 5 und 9); bau-, orts-, sozialgeschichtlich und landschaftsprägende Bedeutung. | 09251731 |
|                                         | Brunnenbecken im Wirtschaftshof (Einzeldenkmal zu ID-Nr. 09303933)                                  | Am Rittergut 1, 1 (bei), 3, 8 (Im Rittergut 2, 3, 4, 6, 8) (Karte)       |                                    | Einzeldenkmal der Sachgesamtheit Rittergut und Gutspark Drehsa; bau-, orts-, sozialgeschichtlich und landschafts-prägende Bedeutung; quadratisches Brunnenbecken mit Bezeichnung „C.R.SCVXXC“ (Granit) im Hof. | 09251731 |
| Direkt Bild zu diesem Denkmal hochladen | Reste der Einfriedung (Einzeldenkmal zu ID-Nr. 09303933)                                            | Am Rittergut 1, 1 (bei), 3, 8 (Im Rittergut 2, 3, 4, 6, 8) (Karte)       |                                    | Einzeldenkmal der Sachgesamtheit Rittergut und Gutspark Drehsa; bau-, orts-, sozialgeschichtlich und landschaftsprägende Bedeutung | 09251731 |
| Direkt Bild zu diesem Denkmal hochladen | Brunnenring vor dem Schloss (Einzeldenkmal zu ID-Nr. 09303933)                                      | Am Rittergut 1, 1 (bei), 3, 8 (Im Rittergut 2, 3, 4, 6, 8) (Karte)       |                                    | Einzeldenkmal der Sachgesamtheit Rittergut und Gutspark Drehsa; bau-, orts-, sozialgeschichtlich und landschaftsprägende Bedeutung; der Freitreppe vorgelagerter Springbrunnen mit kreisrunder Einfassung (Sandstein), neobarock | 09251731 |
| Direkt Bild zu diesem Denkmal hochladen | Skulptur der Walküre (Brunhilde) im weitläufigen Parkgelände (Einzeldenkmal zu ID-Nr. 09303933)     | Am Rittergut 1, 1 (bei), 3, 8 (Im Rittergut 2, 3, 4, 6, 8) (Karte)       | 1891                               | Einzeldenkmal der Sachgesamtheit Rittergut und Gutspark Drehsa; bau-, orts-, sozialgeschichtlich und landschaftsprägende Bedeutung. | 09251731 |
| Direkt Bild zu diesem Denkmal hochladen | Skulptur des Wotan im weitläufigen Parkgelände (Einzeldenkmal zu ID-Nr. 09303933)                   | Am Rittergut 1, 1 (bei), 3, 8 (Im Rittergut 2, 3, 4, 6, 8) (Karte)       | 1872                               | Einzeldenkmal der Sachgesamtheit Rittergut und Gutspark Drehsa; bau-, orts-, sozialgeschichtlich und landschaftsprägende Bedeutung. | 09251731 |
|                                         | Skulptur des Siegfried im weitläufigen Parkgelände (Einzeldenkmal zu ID-Nr. 09303933)               | Am Rittergut 1, 1 (bei), 3, 8 (Im Rittergut 2, 3, 4, 6, 8) (Karte)       | 1873/1874                          | Einzeldenkmal der Sachgesamtheit Rittergut und Gutspark Drehsa; bau-, orts-, sozialgeschichtlich und landschaftsprägende Bedeutung. | 09251731 |
|                                         | Rundbogige Natursteinbrücke im weitläufigen Parkgelände (Einzeldenkmal zu ID-Nr. 09303933)          | Am Rittergut 1, 1 (bei), 3, 8 (Im Rittergut 2, 3, 4, 6, 8) (Karte)       |                                    | Einzeldenkmal der Sachgesamtheit Rittergut und Gutspark Drehsa; bau-, orts-, sozialgeschichtlich und landschaftsprägende Bedeutung; einbogig mit vorkragendem Scheitelstein (Schlussstein) auf beiden Seiten und mit jeweils einer Lisene rechts und links des Bogens. | 09251731 |
| Weitere Bilder                          | Fürstengrab mit Einfriedung im weitläufigen Parkgelände (Einzeldenkmal zu ID-Nr. 09303933)          | Am Rittergut 1, 1 (bei), 3, 8 (Im Rittergut 2, 3, 4, 6, 8) (Karte)       | 1902                               | Einzeldenkmal der Sachgesamtheit Rittergut und Gutspark Drehsa; bau-, orts-, sozialgeschichtlich und landschaftsprägende Bedeutung; großer blockartiger Stein auf flacher Steinplatte als Unterlage, gerahmt von Steinmauer (aneinandergereihte monolithische Steine/Granit) und schmiedeeisernen Zaunsfeldern, großer Grabstein mit Inschrift: „Wilhelm Fürst von Hanau und zu Horzowitz, Graf von Schaumburg – geb. zu Kassel, den 19. Dez. 1836 –gest. zu Horzowitz, den 3. Juni 1901“ | 09251731 |
|                                         | Wohnhaus (Umgebinde) mit winklig angebauter Scheune und Einfriedung                                 | Am Schmiedeberg 1 (Karte)                                                | Um 1830                            | Wohnhaus Obergeschoss Fachwerk, Vorhäuschen, schmiedeeiserne Einfriedung, baugeschichtlich von Bedeutung, Umgebinde im Erdgeschoss, rechts 3/3/1 Joche, erster Oberstock teilweise Fachwerk, zum Teil verbrettert (mit Verzierungen), originale Fenstergrößen (aber neue Fenster), Krüppelwalmdach mit einfacher Biberschwanzdeckung, Scheune: über Eck ans Haus angebaut, rundbogiges Holztor, Krüppelwalmdach, Naturstein | 09251736 |
|                                         | Schmiede mit Oberlaube                                                                              | Am Schmiedeberg 2 (Karte)                                                | Um 1820                            | Obergeschoss Fachwerk, baugeschichtlich, ortsgeschichtlich und technikgeschichtlich von Bedeutung, Erdgeschoss Naturstein, Oberlaube, breite Eingangstür mit rundbogigem Portal, erster Oberstock Fachwerk mit Lehmausfachung, Krüppelwalmdach mit doppelter Biberschwanzdeckung, Haus stand bis 2001 irrtümlich ohne Hausnummer in Denkmalliste | 09251735 |
|                                         | Wohnhaus (Umgebinde)                                                                                | An der Schäferei 2 (Karte)                                               | Um 1750/1780                       | Obergeschoss Fachwerk, baugeschichtlich von Bedeutung, giebelseitig zwei Joche Umgebinde, erstes Obergeschoss dreiriegeliges Fachwerk, teilweise verputzt, Lehmausfachung, Satteldach mit Schieferdeckung, Erdgeschoss verputzt, Fenstergrößen teilweise verändert | 09251748 |
| Direkt Bild zu diesem Denkmal hochladen | Einfriedungsmauer                                                                                   | Dorfstraße 2 (Karte)                                                     | 19. Jahrhundert                    | Bruchsteinmauer entlang der Straße, straßenbildprägend und ortsbildprägend von Bedeutung, sehr schöne, zu großen Teilen geschlossen erhaltene alte Bruchsteinmauer mit kleinen Zwickelsteinen und insgesamt kleinformatigem Natursteinmaterial | 09304703 |
| Direkt Bild zu diesem Denkmal hochladen | Einfriedungsmauer                                                                                   | Dorfstraße 7 (Karte)                                                     | 19. Jahrhundert                    | Bruchsteinmauer entlang der Straße, straßenbildprägend und ortsbildprägend von Bedeutung, sehr schöne, geschlossen erhaltene alte Bruchsteinmauer mit kleinen Zwickelsteinen und insgesamt kleinformatigem Natursteinmaterial | 09304702 |
| Direkt Bild zu diesem Denkmal hochladen | Einfriedungsmauer                                                                                   | Dorfstraße 12 (bei), 14 (bei), 16 (bei) (Karte)                          | Vermutlich bezeichnet mit 1742     | Bruchsteinmauer entlang der Straße, straßenbildprägend von Bedeutung, Mauer verläuft vor den Grundstücken Nummer 12, 14 und 16, sehr schöne, zum Teil denkmalgerecht instandgesetzte alte Bruchsteinmauer | 09251742 |
|                                         | Wohnhaus (Umgebinde)                                                                                | Dorfstraße 24 (Karte)                                                    | Nach 1758                          | Obergeschoss Fachwerk, baugeschichtlich von Bedeutung, erstes Obergeschoss Fachwerk, originale Fenster mit hölzernen Fenstergewänden, Satteldach, Giebel verbrettert, als Brandstelle nach der Schlacht bei Hochkirch gekauft und bebaut, noch ein Joch sichtbar | 09251739 |
| Direkt Bild zu diesem Denkmal hochladen | Wohnhaus                                                                                            | Dorfstraße 25 (Karte)                                                    | Um 1770                            | Obergeschoss Fachwerk, baugeschichtlich von Bedeutung, vermutlich ehemals Umgebinde im Erdgeschoss, erstes Obergeschoss Fachwerk, Giebel verbrettert, originale Dachfenster mit hölzernen Verzierungen, Satteldach mit Schieferdeckung | 09251741 |
|                                         | Wohnstallhaus (Umgebinde) und Zaunsäulen                                                            | Dorfstraße 37 (Karte)                                                    | Frühes 19. Jahrhundert             | Obergeschoss Fachwerk, Schwarze Küche, baugeschichtlich von Bedeutung, Umgebinde im Erdgeschoss, links 1 (Rest)/2/2 Joche, Fachwerk, Krüppelwalmdach mit Biberschwanzdeckung, originale Fenster | 09251734 |
| Direkt Bild zu diesem Denkmal hochladen | Einfriedungsmauer                                                                                   | Kumschützer Straße 9 (um die Kurve zur Dorfstraße verlaufend) (Karte)    | 19. Jahrhundert                    | Bruchsteinmauer entlang der Straße, straßenbildprägend und ortsbildprägend von Bedeutung, sehr schöne, zu großen Teilen geschlossen erhaltene alte Bruchsteinmauer | 09304704 |

## Gröditz
| Bild                                    | Bezeichnung | Lage                                                                                           | Datierung | Beschreibung | ID       |
| --------------------------------------- | --- | ---------------------------------------------------------------------------------------------- | --- | --- | -------- |
|                                         | Denkmalschutzgebiet Gröditz (Vorschlag) | (Karte)                                                                                        | | Vorschlag eines Denkmalschutzgebiets Ortslage Gröditz | 09301451 |
|                                         | Sächsisch-Preußischer Grenzstein: Pilarpaar Nr. 63 sowie 11 Läufersteine | (Flurstück 519) (Karte)                                                                        | Nach 1828 | Siehe auch Sachgesamtheit 09305644; vermessungsgeschichtlich und landesgeschichtlich von Bedeutung als Zeitdokument der historischen Grenzziehung zwischen Sachsen und Preußen nach dem Wiener Kongress 1815. | 09305564 |
| Direkt Bild zu diesem Denkmal hochladen | Wohnstallhaus | Alter Berg 8 (Karte)                                                                           | Um 1750 | Obergeschoss Fachwerk, baugeschichtlich von Bedeutung, Erdgeschoss Bruchstein, mit Ziegeln ausgebessert, späteres Vorhäuschen angebaut, erstes Obergeschoss Fachwerk, sehr kleine, originale Fenster, Lehmausfachung, Satteldach, Giebel verbrettert | 09251884 |
| Direkt Bild zu diesem Denkmal hochladen | Wohnstallhaus (Umgebinde) eines Häusleranwesen | Alter Berg 9 (Karte)                                                                           | Um 1770 | Obergeschoss Fachwerk, baugeschichtlich von Bedeutung, Umgebinde links 2/2/- Joche, erstes Obergeschoss Fachwerk, sehr kleine, originale Fenster, Satteldach mit einfacher Biberschwanzdeckung, Giebel verbrettert, Rückseite erstes Obergeschoss verbrettert | 09251883 |
| Weitere Bilder                          | Rittergut Gröditz mit Weichaer Anlagen in der Gröditzer Skala (Sachgesamtheit) | Am Schloß 1, 12, 14 (Wirtschaftsgebäude Alter Berg 18, zwei Scheunen An der Kirche 10) (Karte) | 19. Jahrhundert (mit angebautem Stall-Scheunentrakt); Mitte 18. Jahrhundert (Schlosspark); 2. Hälfte 18. Jahrhundert (Weichaer Anlagen in der Gröditzer Skala); 1780–1880 (Schanzenpark)   | Sachgesamtheit Rittergut Gröditz mit folgenden Einzeldenkmalen: ehemaliges Schloss (Am Schloß 12), Eiskeller, sogenanntes „Gotisches Haus“, Wohn- und Wirtschaftsgebäude (nördliche Hälfte des Gebäudetraktes – Alter Berg 18), Stall-Scheunen-Gebäude (südliche Hälfte des Gebäudetraktes – Am Schloß – ohne Nummer, gegenüber Am Schloß 12), Wohn- und Wirtschaftsgebäude sowie angebauter Stall-Scheunen-Trakt (Am Schloß 1) zwei Gutsscheunen (An der Kirche 10), innere und äußere Bruchstein-Stützmauer, Steinbank und Wegesystem im Schlosspark, der „Schneckenberg“, drei Steinbänke, steinerne Sitznische, historisches Wegesystem, Bodenrelief und Slawische Schanze im sogenannten Schanzenpark, fünf Steinbänke, zwei steinerne Tische, Grotte, Reste des „Judentempels“, „Bastei“, „Mosesfelsen“, „Steinerner Tisch“ und „Steinerne Sitzecke“ als Aussichtspunkte sowie historisches Wegesystem, Treppenanlagen und Bodenrelief der Weichaer Anlagen in der Gröditzer Skala (Einzeldenkmale ID-Nr. 09251881), die drei Parkteile Schlosspark, Schanzenpark und Weichaer Anlagen in der Gröditzer Skala mit struktur- und raumbildenden Bepflanzungen und Blickbeziehungen als Gartendenkmale sowie folgenden Sachgesamtheitsteilen: Gesindehaus (heute Wohnhaus – Am Schloß 14) und angebauter Stall-Scheunentrakt, Einfriedung am Schloss mit Toranlage sowie Reste der Fischteiche und neun Aussichtspunkte mit Bänken; baugeschichtlich, ortsgeschichtlich und sozialgeschichtlich sowie gartenkünstlerisch und landschaftsgestaltend von Bedeutung. | 09300806 |
|                                         | Wohn- und Wirtschaftsgebäude (nördliche Hälfte des Gebäudetraktes), (Einzeldenkmal zu ID-Nr. 09300806) | Alter Berg 18 (Karte)                                                                          | 18. Jahrhundert | Einzeldenkmal der Sachgesamtheit Rittergut Gröditz; baugeschichtlich, ortsgeschichtlich und sozialgeschichtlich sowie gartenkünstlerisch und landschaftsgestaltend von Bedeutung; zweigeschossiger langgestreckter Baukörper (massiv, Bruchsteinmauerwerk) mit Satteldach (heute zum Teil für Wohnzwecke umgebaut) | 09251881 |
|                                         | Wohn- und Wirtschaftsgebäude sowie angebauter Stall-Scheunen-Trakt (Einzeldenkmal zu ID-Nr. 09300806) | Am Schloß 1 (Karte)                                                                            | 18. Jahrhundert | Einzeldenkmal der Sachgesamtheit Rittergut Gröditz; baugeschichtlich, ortsgeschichtlich und sozialgeschichtlich sowie gartenkünstlerisch und landschaftsgestaltend von Bedeutung; breitgelagerter, zweiflügeliger Baukörper, zweigeschossig, massiv (Bruchsteinmauerwerk, verputzt), vorderer Teil heute Wohnhaus mit originaler Haustür, im hinteren Gebäudeteil zwei Dachhäuschen | 09251881 |
| Direkt Bild zu diesem Denkmal hochladen | Reste des „Judentempels“ in der Gröditzer Skala (Einzeldenkmal zu ID-Nr. 09300806) | Am Schloß 1 (Karte)                                                                            | | Einzeldenkmal der Sachgesamtheit Rittergut Gröditz; baugeschichtlich, ortsgeschichtlich und sozialgeschichtlich sowie gartenkünstlerisch und landschaftsgestaltend von Bedeutung | 09251881 |
|                                         | Eiskeller (Einzeldenkmal zu ID-Nr. 09300806) | Am Schloß 1, 12                                                                                | | Einzeldenkmal der Sachgesamtheit Rittergut Gröditz; baugeschichtlich, ortsgeschichtlich und sozialgeschichtlich sowie gartenkünstlerisch und landschaftsgestaltend von Bedeutung | 09251881 |
| Weitere Bilder                          | Schloss (Einzeldenkmal zu ID-Nr. 09300806) | Am Schloß 12 (Karte)                                                                           | 1738; im Kern 15./16. Jahrhundert | Einzeldenkmal der Sachgesamtheit Rittergut Gröditz; baugeschichtlich, ortsgeschichtlich und sozialgeschichtlich sowie gartenkünstlerisch und landschaftsgestaltend von Bedeutung; zweigeschossiges Gebäude mit Putzgliederung, Mittelrisalit, stark betontes Barockportal (Mittelbetonung durch Dreiecksgiebel mit ovalem Sprossenfenster), Schlussstein, Mansarddach, innen: Kreuzgrat- und Tonnengewölbe, zwei Kachelöfen, Stuckdecken, Farbglasfenster, Türen mit originalem Knauf, im Eingangsbereich originaler Steinfußboden | 09251881 |
|                                         | Sogenanntes „Gotisches Haus“ (Einzeldenkmal zu ID-Nr. 09300806) | Am Schloß 12                                                                                   | Im Kern 15./16. Jahrhundert | Einzeldenkmal der Sachgesamtheit Rittergut Gröditz; baugeschichtlich, ortsgeschichtlich und sozialgeschichtlich sowie gartenkünstlerisch und landschaftsgestaltend von Bedeutung; auch bezeichnet als „Försterhaus“ bzw. „Jägerhaus“, kleiner schlichter Baukörper mit zwei Geschossen und Krüppelwalmdach, zentrale Erschließung von Westen, im Kern mittelalterliches Haus von seltener Einheitlichkeit, mit beeindruckender originaler Bausubstanz (Holzbalkendecke, Holzbrüstungen mit kräftigen barocken Brettdocken, Unterzugbalken mit renaissancezeitlichen Profilierungen, Umfassungsmauern Osten/Süden im Inneren mit zwei Blendbögen auf auskragenden Konsolen bzw. Eckpfeilern gegliedert, mehrere Zimmertüren aus 18. und 19. Jahrhundert) | 09251881 |
|                                         | Stall-Scheunen-Gebäude, südliche Hälfte des Gebäudetraktes (Einzeldenkmal zu ID-Nr. 09300806) | Am Schloß 12 (gegenüber) (Karte)                                                               | | Einzeldenkmal der Sachgesamtheit Rittergut Gröditz; baugeschichtlich, ortsgeschichtlich und sozialgeschichtlich sowie gartenkünstlerisch und landschaftsgestaltend von Bedeutung; zweigeschossig, verputzt mit Krüppelwalm, segmentbogige Holztore | 09251881 |
| Direkt Bild zu diesem Denkmal hochladen | Innere und äußere Bruchstein-Stützmauern (Einzeldenkmal zu ID-Nr. 09300806) | Am Schloß 12 (Karte)                                                                           | | Einzeldenkmal der Sachgesamtheit Rittergut Gröditz; baugeschichtlich, ortsgeschichtlich und sozialgeschichtlich sowie gartenkünstlerisch und landschaftsgestaltend von Bedeutung; als Gelände-Stützmauern im Grundstück verlaufend, zum Teil bereits stark geschädigt | 09251881 |
|                                         | Steinbank und Wegesystem im Schlosspark (Einzeldenkmal zu ID-Nr. 09300806) | Am Schloß 12 (Karte)                                                                           | | Einzeldenkmal der Sachgesamtheit Rittergut Gröditz; baugeschichtlich, ortsgeschichtlich und sozialgeschichtlich sowie gartenkünstlerisch und landschaftsgestaltend von Bedeutung | 09251881 |
| Direkt Bild zu diesem Denkmal hochladen | „Schneckenberg“ im sogenannten Schanzenpark (Einzeldenkmal zu ID-Nr. 09300806) | Am Schloß 12                                                                                   | | Einzeldenkmal der Sachgesamtheit Rittergut Gröditz; baugeschichtlich, ortsgeschichtlich und sozialgeschichtlich sowie gartenkünstlerisch und landschaftsgestaltend von Bedeutung | 09251881 |
|                                         | Drei Steinbänke im sogenannten Schanzenpark (Einzeldenkmal zu ID-Nr. 09300806) | Am Schloß 12 (Karte)                                                                           | | Einzeldenkmale der Sachgesamtheit Rittergut Gröditz; baugeschichtlich, ortsgeschichtlich und sozialgeschichtlich sowie gartenkünstlerisch und landschaftsgestaltend von Bedeutung | 09251881 |
| Direkt Bild zu diesem Denkmal hochladen | Steinerne Sitznische im sogenannten Schanzenpark (Einzeldenkmal zu ID-Nr. 09300806) | Am Schloß 12                                                                                   | | Einzeldenkmal der Sachgesamtheit Rittergut Gröditz; baugeschichtlich, ortsgeschichtlich und sozialgeschichtlich sowie gartenkünstlerisch und landschaftsgestaltend von Bedeutung | 09251881 |
|                                         | Historisches Wegesystem im sogenannten Schanzenpark (Einzeldenkmal zu ID-Nr. 09300806) | Am Schloß 12 (Karte)                                                                           | | Einzeldenkmal der Sachgesamtheit Rittergut Gröditz; baugeschichtlich, ortsgeschichtlich und sozialgeschichtlich sowie gartenkünstlerisch und landschaftsgestaltend von Bedeutung | 09251881 |
| Direkt Bild zu diesem Denkmal hochladen | Bodenrelief im sogenannten Schanzenpark (Einzeldenkmal zu ID-Nr. 09300806) | Am Schloß 12                                                                                   | | Einzeldenkmal der Sachgesamtheit Rittergut Gröditz; baugeschichtlich, ortsgeschichtlich und sozialgeschichtlich sowie gartenkünstlerisch und landschaftsgestaltend von Bedeutung | 09251881 |
|                                         | Slawische Schanze im sogenannten Schanzenpark (Einzeldenkmal zu ID-Nr. 09300806) | Am Schloß 12 (Karte)                                                                           | | Einzeldenkmal der Sachgesamtheit Rittergut Gröditz; baugeschichtlich, ortsgeschichtlich und sozialgeschichtlich sowie gartenkünstlerisch und landschaftsgestaltend von Bedeutung | 09251881 |
|                                         | Fünf Steinbänke der Weichaer Anlagen in der Gröditzer Skala (Einzeldenkmal zu ID-Nr. 09300806) | Weicha (Karte)                                                                                 | | Einzeldenkmale der Sachgesamtheit Rittergut Gröditz; baugeschichtlich, ortsgeschichtlich und sozialgeschichtlich sowie gartenkünstlerisch und landschaftsgestaltend von Bedeutung | 09251881 |
| Direkt Bild zu diesem Denkmal hochladen | Zwei steinerne Tische der Weichaer Anlagen in der Gröditzer Skala (Einzeldenkmal zu ID-Nr. 09300806) | Weicha (Karte)                                                                                 | | Einzeldenkmale der Sachgesamtheit Rittergut Gröditz; baugeschichtlich, ortsgeschichtlich und sozialgeschichtlich sowie gartenkünstlerisch und landschaftsgestaltend von Bedeutung | 09251881 |
|                                         | Grotte in der Gröditzer Skala (Einzeldenkmal zu ID-Nr. 09300806) | Weicha (Karte)                                                                                 | | Einzeldenkmal der Sachgesamtheit Rittergut Gröditz; baugeschichtlich, ortsgeschichtlich und sozialgeschichtlich sowie gartenkünstlerisch und landschaftsgestaltend von Bedeutung | 09251881 |
|                                         | „Bastei“ als Aussichtspunkt in der Gröditzer Skala (Einzeldenkmal zu ID-Nr. 09300806) | Weicha (Karte)                                                                                 | | Einzeldenkmal der Sachgesamtheit Rittergut Gröditz; baugeschichtlich, ortsgeschichtlich und sozialgeschichtlich sowie gartenkünstlerisch und landschaftsgestaltend von Bedeutung | 09251881 |
|                                         | „Mosesfelsen“ als Aussichtspunkt in der Gröditzer Skala (Einzeldenkmal zu ID-Nr. 09300806) | Weicha                                                                                         | | Einzeldenkmal der Sachgesamtheit Rittergut Gröditz; baugeschichtlich, ortsgeschichtlich und sozialgeschichtlich sowie gartenkünstlerisch und landschaftsgestaltend von Bedeutung | 09251881 |
|                                         | „Steinerner Tisch“ als Aussichtspunkt in der Gröditzer Skala (Einzeldenkmal zu ID-Nr. 09300806) | Weicha                                                                                         | | Einzeldenkmal der Sachgesamtheit Rittergut Gröditz; baugeschichtlich, ortsgeschichtlich und sozialgeschichtlich sowie gartenkünstlerisch und landschaftsgestaltend von Bedeutung | 09251881 |
| Direkt Bild zu diesem Denkmal hochladen | „Steinerne Sitzecke“ als Aussichtspunkt in der Gröditzer Skala (Einzeldenkmal zu ID-Nr. 09300806) | Weicha                                                                                         | | Einzeldenkmal der Sachgesamtheit Rittergut Gröditz; baugeschichtlich, ortsgeschichtlich und sozialgeschichtlich sowie gartenkünstlerisch und landschaftsgestaltend von Bedeutung | 09251881 |
|                                         | Historisches Wegesystem der Weichaer Anlagen in der Gröditzer Skala (Einzeldenkmal zu ID-Nr. 09300806) | Weicha (Karte)                                                                                 | | Einzeldenkmal der Sachgesamtheit Rittergut Gröditz; baugeschichtlich, ortsgeschichtlich und sozialgeschichtlich sowie gartenkünstlerisch und landschaftsgestaltend von Bedeutung | 09251881 |
|                                         | Treppenanlagen der Weichaer Anlagen in der Gröditzer Skala (Einzeldenkmal zu ID-Nr. 09300806) | Weicha                                                                                         | | Einzeldenkmal der Sachgesamtheit Rittergut Gröditz; baugeschichtlich, ortsgeschichtlich und sozialgeschichtlich sowie gartenkünstlerisch und landschaftsgestaltend von Bedeutung | 09251881 |
| Direkt Bild zu diesem Denkmal hochladen | Bodenrelief der Weichaer Anlagen in der Gröditzer Skala (Einzeldenkmal zu ID-Nr. 09300806) | Weicha                                                                                         | | Einzeldenkmal der Sachgesamtheit Rittergut Gröditz; baugeschichtlich, ortsgeschichtlich und sozialgeschichtlich sowie gartenkünstlerisch und landschaftsgestaltend von Bedeutung | 09251881 |
| Weitere Bilder                          | Kirche und Kirchhof mit Einfriedung, acht Grabmale aus dem 17. und 18. Jahrhundert an der Kirchenwand, Denkmal für die Gefallenen des Ersten und Zweiten Weltkrieges sowie drei Holzkreuze zum Gedenken an Měrćin Nowak, seine Mutter und Marta Nowakowa, Frau des Měrćin Nowak | An der Kirche 1 (Karte)                                                                        | Nach 1200 (Kirche); 18. Jahrhundert (Kirche); 1902 (Kirche); 1990, Holzkreuze zum Gedenken an Měrćin Nowak, seine Mutter und Marta Nowakowa (Grabmal); 17. /18. Jahrhundert (Grabdenkmale) | Baugeschichtlich, ortsgeschichtlich sowie personengeschichtlich und kulturgeschichtlich von Bedeutung. Auf einer Anhöhe gelegene, historistische Saalkirche, 1902 von Theodor Quentin unter Verwendung älterer Teile. Der romanische Vorgängerbau vermutlich um 1200, erhalten ein Portal, heute an der Südseite, und der Unterbau des Turmes. 1735 Erneuerung des Turmaufbaus. 1945 Kriegsschäden, 1948 restauriert. 1990–93 Restaurierung (außen). Kirche: Unterteil romanisch, Oberteil 18. Jahrhundert, Neubau 1902 (Kirchenschiff, Gesamteinrichtung der Kirche: Entwurf und Ausführung von Theodor Quentin), Säulenportal und Tympanon (nach 1200) aus Granit in der Südwand der Kirche, Knospen-Kapitelle, Tympanon mit einfachem Kreuz, Wappenplatte über Turmportal um 1500, Außenrenovierung der Kirche 1990/1993 (Farbgebung Prof. Magirius), Glasfenster: W. Franke (Naumburg a. d. Saale), Altarbild: Kempter (Dresden), im Eingangsbereich Ehrentafel für Gefallene des Zweiten Weltkrieges, an Einfriedungsmauer des Kirchhofs Ehrentafel für die Gefallenen des Ersten Weltkrieges, acht Sandsteingrabmale (Epitaphien) aus dem 17. –19. Jahrhundert an der Kirchenwand: Grabmal Christian Gottlob von Metzradt, gest. 1750, Grabmal Friedrich Adolf von Ziegler-Kliphausen, gest. 1707 und Wolf Rudolf von Ziegler, gest. 1708, Grabplatten für Lucia von Metzradt, gest. 1674 und Sohn Christoph sowie Sigmund von Muschwitz, gest. 1651, Grabmal für Sophie Margarethe von Gersdorf, gest. 1762, Rudolf Wilhelm von Ziegler, gest. 1749 und Heinrich Adolf von Gersdorf, gest. 1757, Grabplatten für Kaspar Rudolf von Metzradt und Ernst Adolph von Metzradt, gest. 1895, Grabmal Wolfgang von Ziegler, gest. 162, drei gleichartige Holzkreuze, nach Entwürfen des Künstlers aus Eichenholz gefertigt bestehend aus dekoriertem Schaft, herzförmiger Schrifttafel mit eingeritztem Sonnenmotiv als Bekrönung, vorkragender Überdachung sowie schlichtem hölzernen Kreuzaufsatz: mittleres Kreuz: Měrćin Nowak, linksseitig flankiert von Kreuz für Marta Nowakowa (Gattin des Měrćin Nowak), rechtes Kreuz: serbska mac (Mutter des Měrćin Nowak). | 09251876 |
| Direkt Bild zu diesem Denkmal hochladen | Wohnhaus mit Oberlaube und seitlichem Anbau | An der Kirche 4 (Karte)                                                                        | Um 1850 | Obergeschoss Fachwerk verputzt, baugeschichtlich von Bedeutung, seitlicher Anbau (Stall) zur Straße vorgezogen, zweietagiges Gebäude mit Oberlaube (Erdgeschoss und erstes Obergeschoss verputzt), im gesamten Haus originale Fenstergrößen, leichter Krüppelwalm mit einfacher Biberschwanzdeckung, sehr breite Dachtraufe, Stall: Fachwerk, Satteldach mit einfacher Biberschwanzdeckung, Giebel verbrettert | 09251880 |
|                                         | Zwei Gutsscheunen (Einzeldenkmal zu ID-Nr. 09300806) | An der Kirche 10 (Karte)                                                                       | 18. Jahrhundert | Einzeldenkmale der Sachgesamtheit Rittergut Gröditz; baugeschichtlich, ortsgeschichtlich und sozialgeschichtlich sowie gartenkünstlerisch und landschaftsgestaltend von Bedeutung; stattliche massive Gebäude aus Naturstein mit großen Holztoren, Krüppelwalmdach (Eindeckung aus Dachpfannen) | 09251881 |
|                                         | Wohnstallhaus | An der Neuen Schule 1 (Karte)                                                                  | Um 1740 | Obergeschoss Fachwerk verputzt, baugeschichtlich von Bedeutung, Fachwerk mit Langständer | 09251536 |
| Direkt Bild zu diesem Denkmal hochladen | Wohnstallhaus | An der Neuen Schule 2 (Karte)                                                                  | Um 1780 | Obergeschoss Fachwerk, baugeschichtlich von Bedeutung, Erdgeschoss verputzt, kleine Fenster, erstes Obergeschoss Fachwerk, originale Fenstergrößen, Satteldach mit einfacher Biberschwanzdeckung, Giebel verbrettert, Rückseite im ersten Obergeschoss verbrettert, im Erdgeschoss Anbau mit geneigtem Dach, vermutlich ehemaliges Umgebinde | 09251875 |
| Direkt Bild zu diesem Denkmal hochladen | Pfarrhof mit Pfarrhaus, südlicher Pfarrscheune, daran winklig angebautem Seitengebäude, nördlicher Scheune und östlichem Wohnhaus mit Anbau | An der Neuen Schule 4, 6 (Karte)                                                               | 2. Hälfte 18. Jahrhundert (Pfarrhaus und Pfarrscheune); bezeichnet mit 1760 (Seitengebäude)                                                                                                | Baugeschichtlich von Bedeutung. Pfarrhaus: zweigeschossiges Wohnhaus, Mittelbetonung durch Portal (Granitgewände und Schlussstein), symmetrische Fensteranlage (je drei links und rechts), Krüppelwalmdach mit doppelter Deckung (flache Ziegel?). Innen: böhmische Kappe. Nebengebäude: - Stall mit über Eck gebauter Scheune, Krüppelwalm-/Satteldach, Mittelbetonung durch angewölbte Dachform mit Datierung - Scheune mit Krüppelwalmdach - Wohnhaus mit angebautem Geräteraum, Satteldach, einfache Biberschwanzdeckung | 09251877 |
| Direkt Bild zu diesem Denkmal hochladen | Wohnhaus | An der Skala 3 (Karte)                                                                         | Um 1850 | Putzbau mit einfacher Putzgliederung, baugeschichtlich von Bedeutung, Erdgeschoss teilweise verändert (Fenster nach oben vergrößert), mit Verzierungen unter dem Dach, originale Fenstergrößen, Krüppelwalm mit doppelter Biberschwanzdeckung, Mittelbetonung des Hauses durch Eingangsbereich, in Satteldachform überdacht, Holzverkleidungen, seitlich und rückwärtig niedrigere Anbauten (teilweise über Eck gebaut) | 09251879 |
|                                         | Röslersches Gut; Wohnstallhaus (Umgebinde) und Scheune eines Zweiseithofes | Dorfplatz 6 (Karte)                                                                            | 1702 | Wohnstallhaus Obergeschoss Fachwerk (Andreaskreuze), Reetdach, Scheune mit Fachwerk und Reetdach, Langständerbauten, baugeschichtlich und hausgeschichtlich von Bedeutung, singulär. Wohnstallhaus: Erdgeschoss-Umgebinde 2/2/2 Joche, erstes Obergeschoss Fachwerk mit Andreaskreuzen über Umgebinde, Originalzustand mit Holznägeln, Satteldach mit Stroh gedeckt, Giebel verbrettert, sehr niedrige Tür. Scheune: Fachwerk bis ins Obergeschoss, mit sehr großem Holztor, Tür und weiterem Tor, Pflasterung im Hof vor Wohnstallhaus. | 09251874 |
|                                         | Wohnstallhaus | Dorfplatz 7 (Karte)                                                                            | Um 1830 | Obergeschoss Fachwerk, baugeschichtlich von Bedeutung | 09251537 |

## Grube
| Bild                                    | Bezeichnung | Lage                                   | Datierung | Beschreibung | ID       |
| --------------------------------------- | --- | -------------------------------------- | --- | --- | -------- |
|                                         | Wegestein | Nostitz (am Abzweig zur Mühle) (Karte) | 19. Jahrhundert | Verkehrsgeschichtlich von Bedeutung, Natursteinsäule mit flachpyramidalem Abschluss, Abfasungen am Schaft und vertieftem Schriftspiegel am Kopf | 09251871 |
| Direkt Bild zu diesem Denkmal hochladen | Wohnstallhaus und zwei Scheunen eines Dreiseithofes                                                                      | Nostitz 76 (Karte)                     | Um 1820 (Wohnstallhaus); bezeichnet mit 1813 (Scheune)                                                                                                | Wohnstallhaus Obergeschoss Fachwerk, baugeschichtlich und wirtschaftsgeschichtlich von Bedeutung. Wohnstallhaus (um 1820): Erdgeschoss verputzt, originale Fenstergrößen mit Winterfenstern, erstes Obergeschoss Fachwerk, originale Fenster, Eingangsbereich überdacht, Rückseite im ersten Obergeschoss teilweise verbrettert, Satteldach und böhmische Kappe. 1. Scheune: zweietagig, mit rundbogigem Holztor im Erdgeschoss, zwei Türen mit Granitgewänden, ein neues Tor, Krüppelwalm mit doppelter Biberschwanzdeckung. 2. Scheune (bezeichnet mit 1813 – MJTS): mit rundbogigem Holztor, Garagenanbau, Satteldach mit doppelter Biberschwanzdeckung, rückwärtig und seitlich Bruchsteinmauerwerk, Scheune unterkellert, teilweise ursprüngliche Pflasterung im Hof. | 09251872 |
| Weitere Bilder                          | Mühlengebäude mit Mühlentechnik und angebautem Wohnhaus sowie zwei im Winkel stehende Seitengebäude eines Mühlenanwesens | Nostitz 78 (Karte)                     | Bezeichnet mit 1870 (altes Mühlengebäude mit Wasserrad); 1921/1924 (2. Gebäude); 18. Jahrhundert (Seitengebäude); bezeichnet mit 1828 (Seitengebäude) | Baugeschichtlich, ortsgeschichtlich und technikgeschichtlich von Bedeutung. 1. Gebäude (bis 1912 altes Mühlengebäude mit Wasserrad): zweietagig, flach, Inschrift „Erbaut mit Gott durch Heinrich Hohlfeld“ – 1870. 2. Gebäude (1921/1924, 1937 aufgestockt): vieretagig, an 1. Gebäude angebaut, vorgezogener Baukörper mit Sims über zweitem Obergeschoss, im dritten Obergeschoss rundbogige Sprossenfenster, Turm mit Sprossenfenstern. Nebengebäude (bezeichnet MJTS – 1828): über Eck gebaut, zweietagig, Naturstein, mit Ziegel ausgebessert, Satteldach mit doppelter Biberschwanzdeckung, zwei Spiralturbinen (20 PS/31 PS). | 09251873 |

## Kotitz
| Bild                                    | Bezeichnung                                                                                   | Lage                                           | Datierung                                          | Beschreibung | ID       |
| --------------------------------------- | --------------------------------------------------------------------------------------------- | ---------------------------------------------- | -------------------------------------------------- | --- | -------- |
| Direkt Bild zu diesem Denkmal hochladen | Gasthof Zipskretscham mit Gasthaus (Nr. 36) und Schmiede mit winkligem Seitengebäude (Nr. 34) | Bautzener Landstraße 34, 36 (Karte)            | Bezeichnet mit 1855                                | Gasthaus verputzter Bruchsteinbau mit Drempel, Krüppelwalmdach, Schmiede Putzbau mit Krüppelwalmdach, baugeschichtlich und ortsgeschichtlich von Bedeutung, alle Gebäude mit Biberschwanzdeckung und Fledermausgaupen, Gasthof mit Tanzsaal | 09251852 |
|                                         | Friedhofshalle                                                                                | Jan-Kilian-Straße (auf dem Friedhof) (Karte)   | Mitte 19. Jahrhundert                              | Schlichter Putzbau über quadratischem Grundriss mit Zeltdach, baugeschichtlich und ortsgeschichtlich von Bedeutung, Halle: quadratischer Grundriss, Putzquaderung, Zeltdach, rundbogiger Eingang mit verziertem schmiedeeisernen Tor, dahinter Holztor mit Bleiverglasung im Oberlicht, innen Christusfigur, einfache Farbglasfenster | 09251849 |
|                                         | Denkmal für die Gefallenen des Ersten Weltkrieges, mit Ehrenhain                              | Jan-Kilian-Straße (neben dem Friedhof) (Karte) | Nach 1918                                          | Granitgedenkstein in einem Rhododendron- und Lärchenhain, ortsgeschichtlich von Bedeutung, Gedenkstein mit Kreuzbekrönung, Ehrenkranz mit Schwert, urnenartige Gefäße am Rand, Inschrift: „Helden, gefallen im Ringen um Deutschlands Ehre und Sein. Nie wird ihr Name verklingen, heilig soll er uns sein. – gewidmet von den Gemeinden Kotitz und Särka“, Namen der Gefallenen auf der Rückseite des Steins, Säulen für Ketten | 09251848 |
|                                         | Rittergut Kotitz (Sachgesamtheit)                                                             | Jan-Kilian-Straße 2, 4, 6 (Karte)              | 2. Hälfte 18. Jahrhundert                          | Sachgesamtheit Rittergut Kotitz mit folgenden Einzeldenkmalen: östliches Herrenhaus (Nr. 6), Mauerzug vor dem Herrenhaus und Einfriedungsmauer (siehe Obj. 09253690, gleiche Anschrift) sowie südliches Gutsverwalterhaus (Nr. 4, heute Wohnhaus), westlicher Wirtschaftsflügel (Nr. 2 – bestehend aus Scheunen und nordwestlichem Wohnhaus), nördliches Wirtschaftsgebäude (bestehend aus Scheunen- und Wohnteil) mit straßenseitigem zweijochigem Anbau, Reste des Gutsparks und der Teich östlich des Herrenhaus als Sachgesamtheitsteile; baugeschichtlich und ortsgeschichtlich von Bedeutung. Nördliches Wirtschaftsgebäude: Scheunenteil ruinös, nur noch Erdgeschossmauerwerk mit hofseitiger Toröffnung und westlichen Stützpfeilern erhalten. Südliches Gutsverwalterhaus: zweigeschossiger Massivbau, hofseitige Schleppgaupe, baulich verändert. | 09303938 |
| Direkt Bild zu diesem Denkmal hochladen | Östliches Herrenhaus (Einzeldenkmal zu ID-Nr. 09303938)                                       | Jan-Kilian-Straße 6 (Karte)                    | Bezeichnet mit 1773 am Schlussstein, im Kern älter | Einzeldenkmal der Sachgesamtheit Rittergut Kotitz; Herrenhaus Putzbau mit übergiebeltem Mittelrisalit, von Pilastern gerahmter Eingangsbereich, Kernbebauung Mittelalter (Wasserburg), baugeschichtlich und ortsgeschichtlich von Bedeutung. Walmdach, gegiebelter Mittelrisalit, Pilaster. | 09253690 |
| Direkt Bild zu diesem Denkmal hochladen | Mauerzug vor dem Herrenhaus (Einzeldenkmal zu ID-Nr. 09303938)                                | Jan-Kilian-Straße 6 (Karte)                    |                                                    | Einzeldenkmal der Sachgesamtheit Rittergut Kotitz; baugeschichtlich und ortsgeschichtlich von Bedeutung, Einfriedungsmauern aus Bruchstein, unverputzt | 09253690 |
| Direkt Bild zu diesem Denkmal hochladen | Einfriedungsmauer (Einzeldenkmal zu ID-Nr. 09303938)                                          | Jan-Kilian-Straße 6 (Karte)                    |                                                    | Einzeldenkmal der Sachgesamtheit Rittergut Kotitz; baugeschichtlich und ortsgeschichtlich von Bedeutung, Einfriedungsmauern aus Bruchstein, unverputzt | 09253690 |
| Direkt Bild zu diesem Denkmal hochladen | Türgewände                                                                                    | Jan-Kilian-Straße 13 (Karte)                   | Bezeichnet mit 1821                                | Korbbogenportal mit Kämpfer und Schlussstein, handwerklich-künstlerisch von Bedeutung laut ALK-Daten besitzt das Gebäude heute die Hausnummer 13 | 09252007 |
| Weitere Bilder                          | Kirche und Kirchhof Kotitz mit Einfriedung                                                    | Jan-Kilian-Straße 15 (Karte)                   |                                                    | Saalkirche, verputzter Bruchsteinbau, Korbbogenfenster, Walmdach mit Dachreiter und Fledermausgaupen, baugeschichtlich und ortsgeschichtlich von Bedeutung. Schlichte Saalkirche von 1670. 1773 Portalvergrößerung, 1827 Erneuerung des Dachreiters. 1839/40 Umgestaltung des Innenraumes, ebenso 1901 mit neuer Eule-Orgel. 1945 brannte die Kirche bis auf die Umfassungsmauern ab. 1952 Wiederaufbau durch Fritz Steudtner. 1968 Aufstellung des Altares und alter Grabplatten. Verputzter Bruchsteinbau mit Korbbogenfenstern, Walmdach mit Fledermausgauben und Dachreiter. Im Westen schulterbogenartiges Sandsteinportal, bezeichnet mit 1773. Der Innenraum der früheren Gestaltung nachempfunden, Holzkassettendecke von vier einfachen Holzstützen getragen, weit vorragende Holzempore im Westen. – Moderner Altar mit Bildtafel des Altars von 1670, etwas bäuerliche Darstellung der Kreuzigung, umrahmt von plastischem Palmenkranz. – Grabmal des Peter von Gersdorf († 1569), männliche Figur mit langem Bart in aufwendiger Rüstung, am Boden prächtiger Helm. – Grabmal des Kaspar von Gersdorf († 1573), kniende Jünglingsfigur mit Halskrause und kurzem Mantel. Saalkirche mit niedrigem, dickem Bruchsteinmauerwerk, Orgel (Eule), zwei Epitaphien, Altarbild, originale Einfriedung aus Bruchsteinmauerwerk. | 09251116 |
| Direkt Bild zu diesem Denkmal hochladen | Westliches Pfarrhaus, nördliches Seitengebäude und Einfriedung                                | Jan-Kilian-Straße 15 (neben) (Karte)           | Bezeichnet mit 1776                                | Pfarrhaus Putzbau mit Krüppelwalmdach, Seitengebäude Bruchstein verputzt, Ladeluke, Krüppelwalmdach, baugeschichtlich und ortsgeschichtlich von Bedeutung, zweigeschossiges Pfarrhaus, mit einfacher Fassadengliederung, Krüppelwalmdach, mit einfacher Biberschwanzdeckung, korbbogenförmiges Portal, niedriges Seitengebäude, Krüppelwalmdach, teilweise freiliegendes Fachwerk im Giebel, einfache Biberschwanzdeckung, östliche Scheune Abbruch, der Hof besitzt laut ALK-Daten keine Hausnummer, Lage östlich der Kirche | 09251122 |

## Lauske
| Bild                                    | Bezeichnung | Lage                                               | Datierung                                                                               | Beschreibung | ID       |
| --------------------------------------- | --- | -------------------------------------------------- | --------------------------------------------------------------------------------------- | --- | -------- |
| Direkt Bild zu diesem Denkmal hochladen | Wohnmühlengebäude über L-förmigem Grundriss, nördlicher Scheunenanbau, südliches Seitengebäude und Steindeckerbrücke (sechs Steine) als Zufahrt | Lauske 26 (Karte)                                  | 1816 (Mühlenwohnhaus); Ende 19. Jahrhundert (Zufahrtsbrücke)                            | Wohnmühlengebäude Obergeschoss Fachwerk verputzt, Scheune verbrettert, Seitengebäude Bruchsteinbau Mühlengebäude mit angebauter Holzscheune, über Eck gebautes Wohnstallhaus, Erdgeschoss verputzt, originale Fenstergrößen, erstes Obergeschoss (Fachwerk) verputzt, Satteldach, originale Fenstergrößen, Scheune mit doppelter Biberschwanzdeckung, Mühlengebäude mit Wellblech, zurückgesetztes Gebäude: ehemaliger Schweine- und Pferdestall, Naturstein und Ziegel (früher verputzt), Satteldach mit doppelter Biberschwanzdeckung, Holztore, nach Brand erneut aufgebaut | 09252018 |
| Direkt Bild zu diesem Denkmal hochladen | Steindeckerbrücke | Lauske 26 (bei) (Karte)                            | Bezeichnet mit 1834                                                                     | Ein Stein, baugeschichtlich von Bedeutung | 09252019 |
| Direkt Bild zu diesem Denkmal hochladen | Felsenkeller | Lauske 30 (zu) (Karte)                             | 1. Hälfte 19. Jahrhundert                                                               | Kulturgeschichtlich von Bedeutung, Felsenkeller mit Tonnengewölbe, Naturstein | 09252017 |
|                                         | Rittergut und Gutspark Lauske (Sachgesamtheit)                                                                                                  | Lauske 35, 36, 37, 38, 48, 49, 49a, 50, 51 (Karte) | Um 1807                                                                                 | Sachgesamtheit Rittergut Lauske mit folgenden Einzeldenkmalen: Orangerie (Nr. 51), Gesindehaus (Nr. 50), fünf Wirtschaftsgebäude (Nr. 35, 36, 37, 38, 49, 49a), Inspektorenhaus (Nr. 48), Reste der nördlichen Einfriedungsmauern und zwei Pfeiler der Toreinfahrt im Bereich des Wirtschaftshofes sowie künstliche Ruine, angelegte Plattform mit Sitzgelegenheiten und Treppenaufgängen, Gedenkplatte, Gedenkstein, Teile der ursprünglichen Bach-Befestigungsmauer, Wasserfall, Wehr, zwei rundbogige Natursteinbrücken, zwei Steindeckerbrücken und Säule im Park (siehe Obj. 09252004, gleiche Anschrift), dazu der Gutspark und östliche Lindenallee sowie Friedhof mit 10 Grabmalen, zwei Eichen und Einfriedung innerhalb des Gutsparks (Gartendenkmal, siehe auch Sachgesamtheitsbestandteil Gemeinde Hochkirch, Ortsteil Zschorna – Obj. 09252029); baugeschichtlich, ortsgeschichtlich und gartenkünstlerisch von Bedeutung. | 09303948 |
| Direkt Bild zu diesem Denkmal hochladen | Fünf Wirtschaftsgebäude (Einzeldenkmal zu ID-Nr. 09303948)                                                                                      | Lauske 35, 36, 37, 38, 49, 49a (Karte)             | Anfang 19. Jahrhundert (Wirtschaftsgebäude, Nr. 49a und 49; Wirtschaftsgebäude, Nr. 35) | Einzeldenkmale der Sachgesamtheit Rittergut Lauske; baugeschichtlich, ortsgeschichtlich und gartenkünstlerisch von Bedeutung. Nebengebäude: großes Krüppelwalmdach (Biberschwanzdachdeckung) mit Dachfenstern, Dreiecksgiebel aus Holz, mit Einfriedungsmauern. Gesindehäuser und ehemalige Stallungen bzw. Scheunen: langgestreckte Baukörper mit Krüppelwalmdach, Pförtnerhäuschen. Wirtschaftsgebäude: Mittelbetonung, Bruchstein, ehemals weinroter (erdrot) Putz, einfaches Portal, ehemals mit Vorbau, originale Tür, Krüppelwalmdach (Dachpfannen). | 09252004 |
| Direkt Bild zu diesem Denkmal hochladen | Inspektorenhaus (Einzeldenkmal zu ID-Nr. 09303948)                                                                                              | Lauske 48 (Karte)                                  | Um 1807                                                                                 | Einzeldenkmal der Sachgesamtheit Rittergut Lauske; baugeschichtlich, ortsgeschichtlich und gartenkünstlerisch von Bedeutung | 09252004 |
| Direkt Bild zu diesem Denkmal hochladen | Gesindehaus (Einzeldenkmal zu ID-Nr. 09303948)                                                                                                  | Lauske 50 (Karte)                                  | 18. Jahrhundert                                                                         | Einzeldenkmal der Sachgesamtheit Rittergut Lauske; baugeschichtlich, ortsgeschichtlich und gartenkünstlerisch von Bedeutung; langgestreckter Baukörper mit Krüppelwalmdach | 09252004 |
| Direkt Bild zu diesem Denkmal hochladen | Orangerie (Einzeldenkmal zu ID-Nr. 09303948) | Lauske 51 (Karte)                                  | 1790/1850                                                                               | Einzeldenkmal der Sachgesamtheit Rittergut Lauske; baugeschichtlich, ortsgeschichtlich und gartenkünstlerisch von Bedeutung Orangerie: Holzsäulen, Glas, Eingang mit einfacher Freitreppe, Bruchstein, rechts und links zurückgesetzter einetagiger Baukörper, Krüppelwalmdach mit doppelter Biberschwanzdachdeckung, Granitportale mit Oberlichtern, Orangerie mit Wandmalerei im Rundbogen (Löwen), Eingangssäulen | 09252004 |
| Direkt Bild zu diesem Denkmal hochladen | Reste der nördlichen Einfriedungsmauern (Einzeldenkmal zu ID-Nr. 09303948)                                                                      | Lauske 35, 36, 37, 38, 48, 49, 49a, 50, 51 (Karte) | 1790/1850                                                                               | Einzeldenkmal der Sachgesamtheit Rittergut Lauske; baugeschichtlich, ortsgeschichtlich und gartenkünstlerisch von Bedeutung | 09252004 |
| Direkt Bild zu diesem Denkmal hochladen | Zwei Pfeiler der Toreinfahrt (Einzeldenkmal zu ID-Nr. 09303948)                                                                                 | Lauske 35, 36, 37, 38, 48, 49, 49a, 50, 51         | 1790/1850                                                                               | Einzeldenkmal der Sachgesamtheit Rittergut Lauske; baugeschichtlich, ortsgeschichtlich und gartenkünstlerisch von Bedeutung | 09252004 |
| Direkt Bild zu diesem Denkmal hochladen | Angelegte Plattform mit Sitzgelegenheiten und Treppenaufgängen im Park (Einzeldenkmal zu ID-Nr. 09303948)                                       | Lauske 35, 36, 37, 38, 48, 49, 49a, 50, 51         | 1790/1850                                                                               | Einzeldenkmal der Sachgesamtheit Rittergut Lauske; baugeschichtlich, ortsgeschichtlich und gartenkünstlerisch von Bedeutung | 09252004 |
| Direkt Bild zu diesem Denkmal hochladen | Gedenkplatte im Park (Einzeldenkmal zu ID-Nr. 09303948)                                                                                         | Lauske 35, 36, 37, 38, 48, 49, 49a, 50, 51         | 1790/1850                                                                               | Einzeldenkmal der Sachgesamtheit Rittergut Lauske; baugeschichtlich, ortsgeschichtlich und gartenkünstlerisch von Bedeutung; aus Granit mit ovaler, grauer Marmorplatte, Sidonien-Eiche 15. Februar 1875, Karl Graf Dreßler und Söhne (Hans-Gregor, Joachim, Eberhard, Heinrich) | 09252004 |
| Direkt Bild zu diesem Denkmal hochladen | Gedenkstein im Park (Einzeldenkmal zu ID-Nr. 09303948)                                                                                          | Lauske 35, 36, 37, 38, 48, 49, 49a, 50, 51         | 1790/1850                                                                               | Einzeldenkmal der Sachgesamtheit Rittergut Lauske; baugeschichtlich, ortsgeschichtlich und gartenkünstlerisch von Bedeutung;Granit mit grauer, ovaler Marmorplatte „Ein feste Burg ist unser Gott“ 1483–1883 | 09252004 |
| Direkt Bild zu diesem Denkmal hochladen | Teile der ursprünglichen Bach-Befestigungsmauer im Park (Einzeldenkmal zu ID-Nr. 09303948)                                                      | Lauske 35, 36, 37, 38, 48, 49, 49a, 50, 51         | 1790/1850                                                                               | Einzeldenkmal der Sachgesamtheit Rittergut Lauske; baugeschichtlich, ortsgeschichtlich und gartenkünstlerisch von Bedeutung, aus Naturstein | 09252004 |
| Direkt Bild zu diesem Denkmal hochladen | Wasserfall im Park (Einzeldenkmal zu ID-Nr. 09303948)                                                                                           | Lauske 35, 36, 37, 38, 48, 49, 49a, 50, 51         | 1790/1850                                                                               | Einzeldenkmal der Sachgesamtheit Rittergut Lauske; baugeschichtlich, ortsgeschichtlich und gartenkünstlerisch von Bedeutung; künstlich angelegter Wasserfall unter Natursteinbrücke | 09252004 |
| Direkt Bild zu diesem Denkmal hochladen | Wehr im Park (Einzeldenkmal zu ID-Nr. 09303948)                                                                                                 | Lauske 35, 36, 37, 38, 48, 49, 49a, 50, 51         | 1790/1850                                                                               | Einzeldenkmal der Sachgesamtheit Rittergut Lauske; baugeschichtlich, ortsgeschichtlich und gartenkünstlerisch von Bedeutung, neben Wasserfall | 09252004 |
| Direkt Bild zu diesem Denkmal hochladen | Zwei rundbogige Natursteinbrücken im Park (Einzeldenkmal zu ID-Nr. 09303948)                                                                    | Lauske 35, 36, 37, 38, 48, 49, 49a, 50, 51         | 1790/1850                                                                               | Einzeldenkmale der Sachgesamtheit Rittergut Lauske; baugeschichtlich, ortsgeschichtlich und gartenkünstlerisch von Bedeutung, große rundbogige Natursteinbrücke mit zwei Grenzsteinen (1. Hälfte 19. Jahrhundert und 1980/1990 teilweise erneuert): Brücke mittig ausgebessert, mit originalen steinernen Brückenköpfen, originale Deckplatte, zwei Grenzsteine (Granit) sechseckig jeweils rechts und links der Brücke, alte Straßenbegrenzungssteine | 09252004 |
| Direkt Bild zu diesem Denkmal hochladen | Zwei Steindeckerbrücken im Park (Einzeldenkmal zu ID-Nr. 09303948)                                                                              | Lauske 35, 36, 37, 38, 48, 49, 49a, 50, 51         | 1807; Anfang 20. Jahrhundert                                                            | Einzeldenkmale der Sachgesamtheit Rittergut Lauske; baugeschichtlich, ortsgeschichtlich und gartenkünstlerisch von Bedeutung, eine Steindeckerbrücke (drei Steine) Anfang 20. Jahrhundert und eine Steindeckerbrücke um 1807 | 09252004 |
| Direkt Bild zu diesem Denkmal hochladen | Säule im Park (Einzeldenkmal zu ID-Nr. 09303948)                                                                                                | Lauske 35, 36, 37, 38, 48, 49, 49a, 50, 51         | 1790/1850                                                                               | Einzeldenkmal der Sachgesamtheit Rittergut Lauske; baugeschichtlich, ortsgeschichtlich und gartenkünstlerisch von Bedeutung, abgebrochene sechseckige Säule mit leicht abgedachter Kuppel | 09252004 |

## Maltitz
| Bild                                    | Bezeichnung | Lage                             | Datierung                                                  | Beschreibung | ID       |
| --------------------------------------- | --- | -------------------------------- | ---------------------------------------------------------- | --- | -------- |
|                                         | Sächsisch-Preußischer Grenzstein: Preußischer Pilar Nr. 53 | (Flurstück 402) (Karte)          | Nach 1828                                                  | Siehe auch Sachgesamtheit 09305644; vermessungsgeschichtlich und landesgeschichtlich von Bedeutung als Zeitdokument der historischen Grenzziehung zwischen Sachsen und Preußen nach dem Wiener Kongress 1815. | 09305438 |
| Weitere Bilder                          | Sachgesamtheit Königlich-Sächsische Triangulierung („Europäische Gradmessung im Königreich Sachsen“); Station 47 Strohmberg | (Karte)                          | Bezeichnet mit 1864                                        | Der Standort des Pfeilers befindet sich auf der höchsten südlichen Kuppe des Berges über einem der ehemaligen Steinbrüche. Grundbesitzer war seinerzeit A. H. Richter auf Särka. Die Baugenehmigung für die Station wurde mündlich erteilt. Auf der Kopffläche des Pfeilers sind außer dem Punktzentrum noch Zentrierverschraubungen gut erhalten. Die Inschrift zeigt teilweise noch rotbraune Farbreste und Kreidespuren. Die Bezeichnungen Kön: Sächs: in der vierten Zeile wurden herausgemeißelt und fehlen. Eine Abdeckplatte ist nicht mehr vorhanden. An der Südseite ist die TP-Markierung sichtbar, ein Dreieck auf der Gegenseite aber nicht zu sehen. An der Oberkante des Steins existieren kleine Ausbrüche. Die Blicke nach Süden und Westen sind weitgehend frei. Von 1862 bis 1890 erfolgte im Königreich Sachsen eine Landesvermessung, bei der zwei Dreiecksnetze gebildet wurden. Zum einen handelt es sich um das Netz für die Gradmessung im Königreich Sachsen (Netz I. Classe/Ordnung) mit 36 Punkten und die Königlich Sächsische Triangulierung (Netz II. Classe/Ordnung) mit 122 Punkten. Die hierfür gesetzten Vermessungssäulen blieben fast vollständig an ihren ursprünglichen Standorten erhalten. Sie sind ein eindrucksvolles Zeugnis der Geschichte der Landesvermessung in Deutschland sowie in Sachsen. Das System der Vermessungssäulen beider Ordnungen ist in seiner Gesamtheit ein Kulturdenkmal von überregionaler Bedeutung. | 09305076 |
| Direkt Bild zu diesem Denkmal hochladen | Mittiges Herrenhaus (Nr. 1) und zwei flankierende Wirtschaftsgebäude (Nr. 1b, 64) des ehemaligen Rittergutes Maltitz sowie östlicher Gutspark und Bogenbrücke über das Löbauer Wasser an nordwestlicher Grenze des Gutsparks und Wehranlage an südöstlicher Grenze des Gutsparks | Maltitz 1, 1b, 64 (Karte)        | 17. Jahrhundert                                            | Baugeschichtlich, ortsgeschichtlich und landschaftsgestaltend von Bedeutung. Herrenhaus: im Erdgeschoss Gewölbe, Steinböden, Eingangstür mit Oberlicht und Farbglasfenster: ehemalige Fassade dreigeteilt, mit Mittelbetonung, auf Dachboden zwei gusseiserne Platten mit Wappen und Verzierungen (Löwe mit Standarte, Krone, Flügel, Visier, mit Schulterstück, bezeichnet 1697 – A.F., C.V., T.B.), zwei Kachelöfen, um 1700, mit Zwischenetagen. Gutspark: ehemaliger Standort des alten Schlosses (Wasserburg?), das von einem Wall und einem Graben umgeben gewesen und 1804 abgerissen worden war, kleine Anlage mit Teich und Insel, wertvoller Altgehölzbestand aus u. a. Rot-Buche (Fagus sylvatica), Stiel-Eiche (Quercus robur), Rot-Eiche (Quercus rubra), Winter-Linde (Tilia cordata), Hainbuche (Carpinus betulus), Esche (Fraxinus excelsior) und Berg-Ahorn (Acer platanoides), Baumreihe aus geschnittenen Rosskastanien (Aesculus hippocastanum) entlang der westlich angrenzenden Straße. Bogenbrücke: einbogige Brücke aus Natursteinen mit hoher massiver Natursteinbrüstung beidseitig der Straße. Flusswehranlage: mächtiger Wehrkörper mit wichtiger landschaftsprägender Bedeutung, | 09251847 |
| Direkt Bild zu diesem Denkmal hochladen | Wohnstallhaus (Umgebinde) mit Vorlaube | Maltitz 10 (Karte)               | Um 1800                                                    | Obergeschoss Fachwerk, baugeschichtlich von Bedeutung. Wohnteil: Erdgeschoss Umgebinde links 2/3 Joche, erstes Obergeschoss Fachwerk, Stall verputzt, Satteldach mit einfacher Biberschwanzdeckung, Vorlaube im ersten Obergeschoss Fachwerk, darüber Satteldach, im Giebel verbrettert (Fischgrätmuster), zwei kleine quadratische Fenster (auf Ecke stehend), überall originale Fenstergrößen. | 09251846 |
| Direkt Bild zu diesem Denkmal hochladen | Wohnstallhaus und Scheune im Winkel | Maltitz 12 (Karte)               | Um 1790/1800                                               | Wohnstallhaus Obergeschoss Fachwerk, baugeschichtlich und wirtschaftsgeschichtlich von Bedeutung, Erdgeschoss verputzt, erstes Obergeschoss Fachwerk, rundbogige Holztore, Krüppelwalm mit doppelter Biberschwanzdeckung, Giebel-Fachwerk | 09251844 |
| Direkt Bild zu diesem Denkmal hochladen | Wohnstallhaus und Seitengebäude im Winkel | Maltitz 13 (Karte)               | Um 1800/1820 (Wohnstallhaus); um 1870/1890 (Seitengebäude) | Wohnstallhaus Obergeschoss Fachwerk, baugeschichtlich von Bedeutung, Erdgeschoss verputzt, erstes Obergeschoss Fachwerk, originale Fenstergrößen, kleine Eingangstür mittig, Stallteil mit spitzem Satteldach, Satteldach des Wohnteils giebelseitig verschiefert bzw. verbrettert, kleines Seitengebäude mit symmetrischem Grundriss, breites, rundbogiges Holztor, rundbogige, schmale Fenster, vorgezogenes Satteldach mit doppelter Biberschwanzdeckung | 09251843 |
| Direkt Bild zu diesem Denkmal hochladen | Denkmal für die Gefallenen des Ersten Weltkrieges | Maltitz 17 (bei) (Karte)         | Nach 1918                                                  | Ortsgeschichtlich von Bedeutung | 09251841 |
| Direkt Bild zu diesem Denkmal hochladen | Scheune einer Schäferei | Maltitz 60b (neben) (Karte)      | 18./19. Jahrhundert                                        | Breit gelagerter Bruchsteinbau mit Kellergewölbe, Krüppelwalmdach, baugeschichtlich und ortsgeschichtlich von Bedeutung, Gewölbe im Keller, teilweise zugeschüttet, Bruchstein, darauf aufgestockt mit Bruchstein, großes rundbogiges Holztor, Krüppelwalmdach mit einfacher Biberschwanzdeckung, im Gebäude lange schießschartenartige Öffnungen, sollte ursprünglich Kirche werden | 09252002 |
| Direkt Bild zu diesem Denkmal hochladen | Steindeckerbrücke | bei Maltitz 75 (am Park) (Karte) | 19. Jahrhundert                                            | Baugeschichtlich von Bedeutung, zwei Steine | 09252001 |

## Nechern
| Bild                                    | Bezeichnung | Lage                                                                                       | Datierung                                                                  | Beschreibung | ID       |
| --------------------------------------- | --- | ------------------------------------------------------------------------------------------ | -------------------------------------------------------------------------- | --- | -------- |
|                                         | Schwedenstein | (300 Meter westlich vom nördlichen Ortsausgang von Nechern, am Rande einer Wiese) (Karte)  | 1810                                                                       | Granitwürfel, in Form einer flachen Pyramide abgedacht, mit lateinischen Inschriften auf drei Seiten und Jahreszahl MDCCCX, ortsgeschichtliche Bedeutung. Vermutlich verdankt Denkmal einem Herrn von Thielau seine Entstehung, Jahreszahl 1810 verweist auf Friedrich Erdmann von Thielau, der im Jahre 1806 seiner Frau Friederike Louise Christiane, geb. von Wurmgart, zweimal verwitwete v. Gersdorf, ihre ererbten Güter abkauft, unter denen sich auch Wurschen und Nechern befinden. Verschiedene Textauslegungen, bisher feststehend: „R(ErdgeschossEM) SVECIAE CAROLVM XII ... VIDISSE FERTVR ..“ (Soll den Schwedenkönig Karl XII. gesehen haben) („möglicherweise kann Schwedenstein aber auch in Nähe sog. Freundschaftsaltäre gerückt werden, die ein empfindsames Geschlecht Ende 18. Jahrhundert zu errichten liebte“. Gerda Auerbach), Beschriftung gut lesbar, Inschrift tief ausgearbeitet, Kantenlängen des Granitsteines 64 cm × 66 cm × 57 cm, pyramidenartiger oberer Abschluss 15 cm hoch.                                  | 09301752 |
| Direkt Bild zu diesem Denkmal hochladen | Wegesäule | (Flurstück 103) (Karte)                                                                    | 19. Jahrhundert                                                            | Granit, Inschrift unleserlich, verkehrsgeschichtliche Bedeutung | 09307237 |
| Direkt Bild zu diesem Denkmal hochladen | Westliche Scheune des ehemaligen Rittergutes Nechern | Am Anger 3 (Karte)                                                                         | Um 1850                                                                    | Baugeschichtlich, ortsgeschichtlich und wirtschaftsgeschichtlich von Bedeutung. Scheune: Naturstein, Krüppelwalm, Gebäude ist zu ca. 1/3 der Fläche ausgebaut und modernisiert. Verwalterhaus: zur Hälfte stark verändert, andere Hälfte Bruchstein, unregelmäßig verteilte Winterfenster, später leicht überbaut. | 09251775 |
| Direkt Bild zu diesem Denkmal hochladen | Nordöstliches Backhaus des ehemaligen Rittergutes Nechern, sogenannter alter Schafstall | Am Anger 4 (Karte)                                                                         | Um 1740                                                                    | Baugeschichtlich, ortsgeschichtlich und wirtschaftsgeschichtlich von Bedeutung | 09251775 |
| Direkt Bild zu diesem Denkmal hochladen | Zwei Erdkeller des ehemaligen Rittergutes Nechern | Am Anger 3, 4 (Karte)                                                                      | 18. Jahrhundert                                                            | Baugeschichtlich, ortsgeschichtlich und wirtschaftsgeschichtlich von Bedeutung | 09251775 |
| Direkt Bild zu diesem Denkmal hochladen | Einfriedungsmauer im südlichen Bereich des ehemaligen Rittergutes Nechern | Am Anger 3, 4 (Karte)                                                                      | 18. Jahrhundert                                                            | Baugeschichtlich, ortsgeschichtlich und wirtschaftsgeschichtlich von Bedeutung | 09251775 |
| Direkt Bild zu diesem Denkmal hochladen | Wohnstallhaus mit integriertem Wirtschaftsteil | Eichgraben 2 (Karte)                                                                       | Um 1850                                                                    | Bruchsteinmauerwerk verputzt, baugeschichtlich und ortsbildprägend von Bedeutung. Giebel vermutlich ursprünglich als Holzkonstruktion ausgeführt, später mit Ziegeln neu aufgemauert (siehe Aussparungen an Holzbalken, Traufe), Satteldach, Eindeckung mit Pfalzziegeln, zum Teil Granitgewände, zum Teil Klinkerbögen und -laibungen, innen Holzbalkendecke, Scheunentor später vergrößert. – Anregung zur Unterschutzstellung durch Landratsamt Bautzen. | 09279037 |
| Direkt Bild zu diesem Denkmal hochladen | Östliches Wohnstallhaus, südliches Seitengebäude mit Oberlaube und westliche Scheune eines Vierseithofes sowie Felsenkeller und Hofpflasterung | Koppelteichweg 2 (Karte)                                                                   | Anfang 19. Jahrhundert                                                     | Wohnstallhaus Obergeschoss Fachwerk, Seitengebäude Obergeschoss Fachwerk, Scheune massiver Putzbau mit Drempel, baugeschichtlich, hausgeschichtlich und wirtschaftsgeschichtlich von Bedeutung. Wohnhaus: Erdgeschoss Naturstein (verputzt), erstes Obergeschoss Fachwerk mit Lehmausfachung, hinter Vorhäuschen originale Eingangstür mit originalem Portal und Schlussstein. Scheune: mit Satteldach (Biberschwanzdeckung), rundbogige Holztore. Stall: mit Scheune im ersten Obergeschoss (Fachwerk mit Oberlaube), Anbauten, Taubenhaus, rückseitig erstes Obergeschoss verändert. Felsenkeller: aus Naturstein. | 09251771 |
| Direkt Bild zu diesem Denkmal hochladen | Wohnstallhaus mit Oberlaube und integriertem Scheunenteil | Kotitzer Straße 34 (Karte)                                                                 | 1750/1820                                                                  | Obergeschoss Fachwerk, baugeschichtlich und hausgeschichtlich von Bedeutung, Lehmausfachung | 09251780 |
| Direkt Bild zu diesem Denkmal hochladen | Wegestein | Lindenweg (am Dorfplatz) (Karte)                                                           | 19. Jahrhundert                                                            | Verkehrsgeschichtlich von Bedeutung, Natursteinsäule, Schaft mit abgefasten Kanten, Kopf mit flachpyramidalem Abschluss | 09251772 |
| Weitere Bilder                          | Měrćin-Nowak-Gedenkstätte; Wohnhaus und rückwärtiges Gartenhaus, heute Museum | Lindenweg 2 (Karte)                                                                        | Anfang 19. Jahrhundert (Wohnhaus); Anfang 20. Jahrhundert (Gartenhäuschen) | Wohnhaus aus Naturstein, Erdgeschoss verputzt, erstes Obergeschoss Fachwerk, Krüppelwalm mit Biberschwanzdeckung; Gartenhäuschen mit Fachwerk, Gaupe, überdachte Verbindung zum Wohnhaus durch Laubengang; baugeschichtlich und ortsgeschichtlich von Bedeutung. Geburts- und Wohnhaus des Künstlers und Denkmalpflegers Měrćin Nowak-Njechorński, als 1999 eröffnetes Museum (Martin-Nowak-Neumann-Haus) soll es das Schaffen Měrćin Nowaks dokumentieren. | 09251773 |
|                                         | Steinbankweg (Steinerner Kirchweg) | Riegelstraße (Straße von Nechern nach Brießnitz/Gröditz) (Karte)                           | 19. Jahrhundert                                                            | 23 sichtbar erhaltene, ca. 3 m lange Granitplatten als hohe Steige für Fußgänger zum Kirchweg von Nechern nach Gröditz wegen häufig hohem Wasserstand in sumpfiger Landschaft, landschaftsprägende und ortsgeschichtliche Bedeutung, Seltenheitswert ca. 3 m lange, 40 cm breite Granitsteine, die jeweils auf 2 ebenerdigen Steinen aufgelegt und untereinander an den Stirnseiten verklammert sind, es sind zurzeit 23 restliche Platten (alle miteinander verbunden) sichtbar erhalten, zum Teil nicht mehr erhoben wegen angestiegenem Straßenniveau (möglicherweise existieren noch mehr zurzeit überwachsene oder überdeckte Platten), ursprünglich auf dem Kirchweg von Nechern nach Gröditz an denjenigen Stellen von Frau Friederike Louise Christiane von Thielau, geb. von Wurmgast (Witwe des früheren Collators der Kirche zu Gröditz) anlegen lassen, wo Fußgänger wegen hohen Wasserstandes sehr oft bei Taufen, Kirchenbegängnissen und anderen kirchlichen Handlungen an dem Besuch ihres Gotteshauses in Gröditz gehindert wurden | 08967647 |
| Direkt Bild zu diesem Denkmal hochladen | Brücke über die Löbau | Riegelstraße (Straße von Nechern nach Brießnitz/Gröditz) (Karte)                           | Bezeichnet mit 1822                                                        | Einbogige Steinbrücke (Granit), baugeschichtliche und landschaftsprägende Bedeutung. Im Schlussstein bezeichnet „F.E.F. Monument 1822“, von Herrn Besitzer von Gröditz, Herrn Kreisdirektor von Gersdorf und unter Mitwirkung der beteiligten übrigen Gerichtsherrschaften und Gemeinden im Tal unweit Gröditzer Mühle Brücke über die Löbau geführt, wo sonst nur ein großer hölzerner Steig befindlich. Brücke ist 1998 saniert worden, überwiegend verbreitert, aber Unterbau des Bogens ist original erhalten bzw. in Teilen originalgetreu rekonstruiert, war in 1995er-Denkmalliste enthalten. | 08967688 |
| Weitere Bilder                          | Riegel-Mühle Nechern; Südliches Mühlengebäude (Nr. 15a) mit technischer Ausstattung, nördliches Wohnstallhaus (Nr. 15b) und westliches Seitengebäude eines Mühlengehöfts sowie Garten mit Einfriedung und Wehr auf gegenüberliegender Straßenseite | Riegelstraße 15a, 15b (Straße von Nechern nach Brießnitz, am Abzweig nach Gröditz) (Karte) | Um 1760 laut Chronik (Mühle); um 1910 (technische Ausstattung)             | Technik- und produktionsgeschichtliche und ortsgeschichtliche Bedeutung. Mühlengebäude: (zweigeschossig) mit technischer Ausstattung mit hohem Originalitätsgrad (Kuppinger Wasserrad, Mehlgangantrieb, Schrotgang, Walzstuhl, Mehlstock), Sammlung von Geräten und Werkzeugen aus der Mühle. Wohnstallhaus: Wohnräume im Obergeschoss und im Erdgeschoss. Hausgarten: Einfriedung aus schmiedeeisernen Zaunsfeldern und Granitpfeilern mit schmiedeeisernen Aufsätzen. Wehranlage: Holzwehr, soll zukünftig rekonstruiert werden. | 08967681 |

## Nostitz
| Bild                                    | Bezeichnung | Lage                           | Datierung                                                                                   | Beschreibung | ID       |
| --------------------------------------- | --- | ------------------------------ | ------------------------------------------------------------------------------------------- | --- | -------- |
|                                         | Gedenkstein | (im Wald bei Nostitz) (Karte)  | 19. Jahrhundert                                                                             | Ortsgeschichtlich von Bedeutung | 09252012 |
| Weitere Bilder                          | Schlossruine mit Resten des Pulverturms sowie umgebende Einfriedungsmauer                                                              | Nostitz (Karte)                | Um 1680 Ausbau zum Schloss                                                                  | Schloss im Siebenjährigen Krieg 1758 abgebrannt, baugeschichtlich und ortsgeschichtlich von Bedeutung, Bruchstein, Gewölbe im Keller | 09251863 |
| Weitere Bilder                          | Evangelische Pfarrkirche und Kirchhof Nostitz, Denkmal für die Gefallenen des Ersten Weltkrieges und Einfriedungsmauer                 | Nostitz (Karte)                | 1679 (Kirche); bezeichnet mit 1920 (Kriegerdenkmal 1. Weltkrieg)                            | Barocke Saalkirche mit Epitaphien und Herrschaftslogen, Putzbau mit Rundbogenfenstern und abgewalmtem Satteldach, baugeschichtlich und ortsgeschichtlich von Bedeutung. Von einem kleinen Kirchhof umgebene barocke Saalkirche, 1679 als Nachfolgebau einer Kapelle errichtet. Teile des Turmes gehörten vermutlich vorher zu einer Wehranlage (Schießscharte an der Nordseite). 1866 Erweiterung nach Westen und Umgestaltung. Restaurierungen 1972 (innen), 1991 (Turm), seit 1995. Sakristei mit Kreuzgratgewölbe (Gewölbe 1992 freigelegt), Mittelbetonung durch Kreuzblume, Ornament und Blumenmalerei in Chromgrün, Gruft, Gewölbe, vier Zinksärge, Kanzel und Altar restauriert, Emporen werden zurzeit restauriert, Ölfarben wurden entfernt, Originalfarben und originale Malerei wiederhergestellt, Eule-Orgel, vier hölzerne Wandepitaphien nicht mehr im Chor, sondern in Loge abgestellt, Standarten, Glockenklöppel, Uhr 1886/1887 (Zachariae/Leipzig)     | 09251862 |
| Direkt Bild zu diesem Denkmal hochladen | Leichenhäuschen, zwei Grabmale und Einfriedungsmauer des Friedhofs                                                                     | Nostitz (Karte)                | Ende 19. Jahrhundert                                                                        | Ortsgeschichtlich und ortsbildprägend von Bedeutung 1. Grabmal Christoph Aeretig (?) geb. 1889, gest. 1866, Schmiedemeister, Sandstein 2. Grabmal Familie Richter, Pfarrer in Nostitz, 1. Hälfte 19. Jahrhundert | 09303943 |
|                                         | Rittergut Nostitz; Herrenhaus (Nr. 5), vier Wirtschaftsgebäude (Nr. 3, 4, 5a, 6) und südliche Gutsscheune des ehem Rittergutes Nostitz | Nostitz 3, 4, 5, 5a, 6 (Karte) | Um 1813 (Herrenhaus); um 1800 (Wirtschaftsgebäude); 2. Hälfte 18. Jahrhundert (Gutsscheune) | Herrenhaus Putzbau mit hohem Krüppelwalmdach und Fledermausgaupen, Wirtschaftsgebäude Bruchsteinbauten, teils mit Sandsteingewänden und Walmdächern, baugeschichtlich und ortsgeschichtlich von Bedeutung. Ehemaliges Herrenhaus (Nummer 5). Schlichter Putzbau mit Krüppelwalmdach und zahlreichen Fledermausgaupen, nach 1813. In weiträumiger Anordnung mehrere langgestreckte Nebengebäude. Herrenhaus zweietagig, Mittelbetonung durch Eingangstür, innen Gewölbe (Kreuzgrat), originaler Steinboden, Krüppelwalmdach mit einfacher Biberschwanzdeckung, sieben Gaupen in unteren Reihe, sechs Gaupen in oberer Reihe, rechts und links anschließende niedrige Baukörper (rechts unterbrochen), im Hufeisen angeordnete Wirtschaftsgebäude (Stallungen, Gesindehaus, Scheunen), südliche Scheune breit gelagerter Putzbau mit Krüppelwalmdach, an der westlichen Giebelseite fünf Oculi und zugemauerte Toröffnungen, Nummer 14 Ruine – kein Denkmalwert vorhanden. | 09251865 |
| Direkt Bild zu diesem Denkmal hochladen | Wohnstallhaus (Umgebinde) und Scheune                                                                                                  | Nostitz 32 (Karte)             | Um 1850 (Wohnstallhaus); bezeichnet mit 1909 (Scheune)                                      | Wohnstallhaus Obergeschoss Fachwerk, baugeschichtlich und sozialgeschichtlich von Bedeutung, 2/1 Joche Umgebinde, erstes Obergeschoss Fachwerk, mit originalen Fenstergrößen, Erdgeschoss verputzt, originale Fenster- und Türgrößen, Satteldach mit Dachpfannen, Scheune: Naturstein, mit Ziegeln ausgebessert, großes, rundbogiges Tor, Dachgaupe, Biberschwanzdeckung, Dachfirst mit Eichenblatt | 09251859 |
| Direkt Bild zu diesem Denkmal hochladen | Wohnstallhaus mit Oberlaube | Nostitz 36 (Karte)             | Um 1800/1820                                                                                | Obergeschoss Fachwerk, teils verbrettert, teils verputzt, baugeschichtlich und hausgeschichtlich von Bedeutung, Oberlaube über Stallteil, erstes Obergeschoss vorwiegend verbrettert, originale Fenstergrößen, Krüppelwalm mit einfacher Biberschwanzdeckung und zwei originalen Blitzableitern, im Erdgeschoss gusseiserne originale Fenstergitter | 09251860 |
| Direkt Bild zu diesem Denkmal hochladen | Wohnhaus | Nostitz 38 (Karte)             | Um 1850                                                                                     | Obergeschoss Fachwerk, baugeschichtlich von Bedeutung, Fachwerk auf Rückseite erhalten | 09251861 |
| Direkt Bild zu diesem Denkmal hochladen | Wohnhaus | Nostitz 40 (Karte)             | Mitte 19. Jahrhundert                                                                       | Obergeschoss Fachwerk, baugeschichtlich von Bedeutung, Fachwerk im ersten Obergeschoss, Fenster im Erdgeschoss verändert, im ersten Obergeschoss original, doppelte Biberschwanzdeckung, Fledermausgaupe, mit Stallanbau, rückseitig kleiner Anbau | 09251856 |
| Direkt Bild zu diesem Denkmal hochladen | Gasthof Schlossschänke | Nostitz 44 (Karte)             | 2. Hälfte 18. Jahrhundert                                                                   | Breitgelagerter Baukörper mit tief heruntergezogenem Krüppelwalmdach, fünf Fledermausgaupen, baugeschichtlich und ortsgeschichtlich von Bedeutung | 09253689 |
| Direkt Bild zu diesem Denkmal hochladen | Pfarrhof mit Pfarrhaus, Scheune und Torbogen                                                                                           | Nostitz 57 (Karte)             | 1813                                                                                        | Pfarrhaus zeittypischer Putzbau mit Krüppelwalmdach, baugeschichtlich und ortsgeschichtlich von Bedeutung. Pfarrhaus: zweietagiges Gebäude, Krüppelwalm, einfache Biberschwanzdeckung, Gaupen. Scheune: Krüppelwalm, einfache Biberschwanzdeckung, beide Gebäude sind durch eine Bruchsteinmauer mit rundbogigem Tor verbunden. | 09251867 |
| Direkt Bild zu diesem Denkmal hochladen | Ehemaliges Wünsche-Gut; Nördliches Wohnstallhaus, westliches Seitengebäude und südliche Scheune eines Dreiseithofes                    | Nostitz 66 (Karte)             | 2. Hälfte 19. Jahrhundert                                                                   | Wohnstallhaus massiv (Feldstein), Gurtgesimse, Granit-Fenstergewände, Drempel, Giebel-Bogenfenster, Seitengebäude und Scheune ebenfalls massiv, baugeschichtlich und wirtschaftsgeschichtlich von Bedeutung, bildprägende Lage, alte Biberschwanzdeckung, neue Sprossenfenster | 09251401 |

## Särka
| Bild                                    | Bezeichnung                                                                        | Lage             | Datierung                                                                              | Beschreibung | ID       |
| --------------------------------------- | ---------------------------------------------------------------------------------- | ---------------- | -------------------------------------------------------------------------------------- | --- | -------- |
|                                         | Herrenhaus des Rittergutes                                                         | Särka 1 (Karte)  | 19. Jahrhundert                                                                        | Ohne Anbauten, Putzbau im Stil des Historismus mit flachem Mittelrisalit, baugeschichtlich und ortsgeschichtlich von Bedeutung, Walmdach, leichtes Renaissance-Dekor | 09251368 |
| Direkt Bild zu diesem Denkmal hochladen | Westliches Wohnhaus und nördliches Wohnstallhaus mit Oberlaube eines Dreiseithofes | Särka 17 (Karte) | Anfang 20. Jahrhundert, im Kern vermutlich älter (Bauernhaus); um 1850 (Wohnstallhaus) | Wohnhaus Putzbau mit Krüppelwalmdach, Seitengebäude Obergeschoss Fachwerk verbrettert, Oberlaube, Krüppelwalmdach mit Fledermausgaupen, baugeschichtlich und wirtschaftsgeschichtlich von Bedeutung                                                                               | 09252169 |
| Direkt Bild zu diesem Denkmal hochladen | Wohnstallhaus                                                                      | Särka 29 (Karte) | Um 1850                                                                                | Obergeschoss Fachwerk, teils Sichtfachwerk, teils verbrettert, baugeschichtlich von Bedeutung, Erdgeschoss Bruchstein, Giebelseite im ersten Obergeschoss und Giebel verbrettert, Krüppelwalm mit einfacher Biberschwanzdeckung, alte Fenster (vorwiegend original)               | 09251854 |
| Direkt Bild zu diesem Denkmal hochladen | Wohnstallhaus (Umgebinde)                                                          | Särka 40 (Karte) | Um 1800                                                                                | Eingeschossig, baugeschichtlich und sozialgeschichtlich von Bedeutung, einstöckig, l. 2/2/2 Joche, verputzt, Satteldach mit Römerziegeln, vorwiegend originale Fenstergrößen, Brettertür, hölzerner Türstock, Giebel verbrettert                                                  | 09252036 |
| Direkt Bild zu diesem Denkmal hochladen | Neubauernhaus                                                                      | Särka 52 (Karte) | Nach 1947                                                                              | Backsteinbau mit Fachwerk im Giebel, eines der wenigen noch authentisch erhaltenen Neubauernhäuser, baugeschichtlich und geschichtlich von Bedeutung, eingeschossiger roter Backsteinbau mit Fachwerkgiebel, mit noch intaktem integrierten Stallteil, Fenster original gesprosst | 09252005 |

## Spittel
| Bild                                    | Bezeichnung | Lage                  | Datierung | Beschreibung | ID       |
| --------------------------------------- | --- | --------------------- | --- | --- | -------- |
|                                         | Wohnstallhaus mit nördlich angebautem Seitengebäude und Scheune eines Gehöfts | Spittel 7 (Karte)     | 2. Hälfte 19. Jahrhundert                                                                                      | Bruchsteinbauten mit Satteldach, baugeschichtlich und wirtschaftsgeschichtlich von Bedeutung, Naturstein, Erdgeschoss mit böhm. Kappengewölbe, originale Fenster und Türen, spitzes Satteldach mit einfacher Biberschwanzdachdeckung, an der Giebelseite im Erdgeschoss leicht hervorkragender Baukörper, laut ALK-Daten besitzt dieser Hof die Nummer 8, vor Ort eindeutig Nummer 7 | 09252026 |
| Direkt Bild zu diesem Denkmal hochladen | Westliches und nördliches Wohnstallhaus, östliches Seitengebäude und südliche Scheune eines Vierseithofes, mit nordwestlichem Torbogen und südwestlicher Toranlage, dazu Hofpflasterung | Spittel 8, 8a (Karte) | Bezeichnet mit 1869 (westliches Wohnstallhaus); bezeichnet mit 1854 (nördliches Wohnstallhaus); 1861 (Scheune) | Repräsentativer und ursprünglich erhaltener Hof, baugeschichtlich, wirtschaftsgeschichtlich und ortsbildprägend von Bedeutung. Westliches Wohnstallhaus: zweiflügelige Eingangstür mit originalem Gewände, bezeichnet mit 1869, Satteldach mit Biberschwanzdeckung, einfache Freitreppe mit Resten des originalen Geländers, Naturstein (Putzreste), symmetrische Fenstergliederungen jeweils rechts und links des Wohn- und Stallgebäudes, rundbogige Einfahrten, gleichzeitig Verbindung zu anschließendem Wohnstallhaus und Scheune. Nördliches Wohnstallhaus: zweietagiger langgestreckter Baukörper, einfache symmetrische Fassadengestaltung, Naturstein (Putzreste), zwei Eingänge, Krüppelwalm mit Dachpfannen. Scheune langgestreckter Baukörper aus Naturstein mit drei rundbogigen großen Holztoren und einer kleinen Eingangstür mit Granitgewände, Satteldach, bezeichnet mit 1854, Scheune, Naturstein, unter dem Dach Ziegel, Satteldach mit Dachpfannen, hölzerner Entlüftungsturm, gesamter Hof gepflastert, laut ALK-Daten nur Nummer 8a, vor Ort auch Nummer 8. | 09252027 |
| Direkt Bild zu diesem Denkmal hochladen | Wohnstallhaus und westlich angebautes Seitengebäude | Spittel 10 (Karte)    | Um 1850 | Wohnstallhaus Obergeschoss Fachwerk, Seitengebäude aus Natursteinen, baugeschichtlich und sozialgeschichtlich von Bedeutung, Wohnstallhaus mit seitlich angebautem Stallteil, Wohnhaus über Eck gebaut, Erdgeschoss verputzt, erstes Obergeschoss und Giebel verbrettert, kleine originale Fenster, Satteldach mit einfacher Biberschwanzdeckung, Stallteil aus Naturstein, zweietagig, originale Fenster mit Granitgewände, Satteldach | 09252032 |
| Direkt Bild zu diesem Denkmal hochladen | Westliches Wohnstallhaus und drei Seitengebäude Vierseithofes | Spittel 11 (Karte)    | Bezeichnet mit 1874 (Wohnstallhaus); 19. Jahrhundert (Seitengebäude)                                           | Verputzte Feldsteinbauten mit Satteldach, baugeschichtlich von Bedeutung, bild- und strukturprägend, zweigeschossige Feldsteingebäude, Granitgewände | 09252006 |
| Direkt Bild zu diesem Denkmal hochladen | Wohnstallhaus | Spittel 12 (Karte)    | 1. Hälfte 19. Jahrhundert                                                                                      | Lang gestreckter Putzbau mit mächtigem Krüppelwalmdach, baugeschichtlich und ortsbildprägend von Bedeutung, weitgehend ursprünglich erhalten, mit Krüppelwalmdach | 09251538 |
| Direkt Bild zu diesem Denkmal hochladen | Nördliches und südliches Wohnstallhaus sowie östliche Scheune eines Dreiseithofes | Spittel 15 (Karte)    | 1. Hälfte 19. Jahrhundert                                                                                      | Teilweise verputzte Natursteinbauten mit Krüppelwalmdächern, ursprünglich erhalten, baugeschichtlich und ortsbildprägend von Bedeutung, aus Feldstein, Fenster in originaler Größe, Winterfenster | 09251400 |

## Weicha
| Bild                                    | Bezeichnung                                                                 | Lage                      | Datierung                 | Beschreibung | ID       |
| --------------------------------------- | --------------------------------------------------------------------------- | ------------------------- | ------------------------- | --- | -------- |
|                                         | Wohnstallhaus                                                               | Hauptstraße 10 (Karte)    | Bezeichnet mit 1808       | Obergeschoss Fachwerk, baugeschichtlich von Bedeutung, Obergeschoss Fachwerk, Erdgeschoss Bruchstein, Giebel verbrettert, hölzerne Verzierungen, 1850 leichte Veränderungen der Fenster im Erdgeschoss, Satteldach mit einfacher Biberschwanzdeckung | 09251830 |
| Direkt Bild zu diesem Denkmal hochladen | Wohnstallhaus mit Oberlaube                                                 | Hauptstraße 16 (Karte)    | 1790/1820                 | Obergeschoss Fachwerk, baugeschichtlich und hausgeschichtlich von Bedeutung, Erdgeschoss Bruchstein, teilweise Ziegel, erstes Obergeschoss dreiriegeliges Fachwerk, lange Oberlaube (Lehmausfachung), vorwiegend originale Fenstergrößen, verbretterter Giebel, Satteldach mit einfacher Biberschwanzdeckung, Türstock einer ruinösen Scheune, bezeichnet mit 1841 – Abbruch, – Wohnstallhaus unbewohnt                                                                                        | 09251829 |
|                                         | Schankwirtschaft; Wohnhaus mit integriertem Wirtschaftsteil                 | Hauptstraße 18 (Karte)    | 1. Hälfte 19. Jahrhundert | Obergeschoss Fachwerk, vorgezogener Wirtschaftsteil Fachwerk, baugeschichtlich und ortsgeschichtlich von Bedeutung, erstes Obergeschoss Fachwerk Lehmausfachung, originale Fenstergrößen, Erdgeschoss teilweise Fachwerk, Schleppdach auf Rückseite, Scheune: seitlich vorgezogen, Schleppdach, Fachwerk, Giebel-Fachwerk und verzierter Holzabschluss, Satteldach mit Biberschwanzdeckung | 09251828 |
| Direkt Bild zu diesem Denkmal hochladen | Herrenhaus und Park mit Einfriedungsmauer des ehemaligen Rittergutes Weicha | Hauptstraße 23 (Karte)    | Ende 19. Jahrhundert      | Heute Altenheim, schlichter Putzbau mit betontem Eingangsbereich und Walmdach, baugeschichtlich, ortsgeschichtlich und landschaftsgestaltend von Bedeutung, rundbogiges Portal, zwei Gipsreliefs, hölzerne Täfelung, Treppengeländer | 09251834 |
| Direkt Bild zu diesem Denkmal hochladen | Wirtschaftsgebäude des ehemaligen Rittergutes Weicha                        | Hauptstraße 29 (Karte)    | Um 1900                   | Massiv, mit recht anspruchsvoller ästhetischer Gliederung, vorkragendes Giebeldach, baugeschichtlich und ortsgeschichtlich von Bedeutung. Plan: gegenüber Freifläche. | 09251497 |
|                                         | Wohnstallhaus mit Oberlaube                                                 | Hauptstraße 40 (Karte)    | Um 1820/1850              | Obergeschoss Fachwerk, baugeschichtlich und hausgeschichtlich von Bedeutung, Wohnstallhaus: originale Fenstergrößen, Oberlaube im ersten Obergeschoss, Fassade verputzt, Verbretterungen mittelbraun gestrichen, Satteldach mit Dachpfannen, – alter Schleifstein | 09251838 |
|                                         | Wohnstallhaus und Seitengebäude                                             | Schellenbergweg 2 (Karte) | Um 1820                   | Wohnstallhaus Obergeschoss Fachwerk, baugeschichtlich von Bedeutung, Erdgeschoss Bruchstein, teilweise verputzt, niedrige Eingangstür, originale Fenstergrößen, erstes Obergeschoss Fachwerk mit Lehmausfachung, an Giebelseite freiliegend, Vorderfront verbrettert, mit verziertem Abschluss unter Dach, Krüppelwalm mit einfacher Biberschwanzdeckung, Seitengebäude: Bruchstein, Satteldach mit einfacher Biberschwanzdeckung, rundbogiges Holztor, zwei kleine Holztore, seitlicher Anbau | 09251836 |
| Direkt Bild zu diesem Denkmal hochladen | Wohnstallhaus                                                               | Zu den Wiesen 2 (Karte)   | Um 1790/1820              | Obergeschoss Fachwerk, baugeschichtlich und sozialgeschichtlich von Bedeutung, Wohnstallhaus, mit seitlich vorgebautem kleinen Schuppen, mit Schleppdach, Erdgeschoss Bruchstein (Giebelseiten mit Ziegel ausgebessert, verbrettert), kleine originale Fenster und -gewände, Fachwerk im Obergeschoss mit Lehmausfachung, Satteldach mit Schieferdeckung | 09251209 |

## Wuischke
| Bild                                    | Bezeichnung                                                                | Lage                   | Datierung | Beschreibung | ID       |
| --------------------------------------- | -------------------------------------------------------------------------- | ---------------------- | --------- | --- | -------- |
| Weitere Bilder                          | Sächsisch-Preußischer Grenzstein: Pilarpaar Nr. 61 sowie vier Läufersteine | (Flurstück 93) (Karte) | Nach 1828 | Siehe auch Sachgesamtheit 09305644; vermessungsgeschichtlich und landesgeschichtlich von Bedeutung als Zeitdokument der historischen Grenzziehung zwischen Sachsen und Preußen nach dem Wiener Kongress 1815 | 09305562 |
| Weitere Bilder                          | Eisenbahnviadukt                                                           | Wuischke (Karte)       | Um 1880   | Bahnstrecke Löbau–Radibor, elfbogig und 170 Meter lang, eisenbahngeschichtlich, baugeschichtlich und technikgeschichtlich von Bedeutung, links ein, rechts zwei angrenzende Seitenbögen, Putzgliederung, Brücke stand bis 2001 irrtümlich unter Ortsteil Gröditz in der Denkmalliste                                                                                       | 09251832 |
| Direkt Bild zu diesem Denkmal hochladen | Wohnstallhaus, Seitengebäude und Scheune eines Dreiseithofes               | Wuischke 12 (Karte)    | Um 1820   | Wohnstallhaus Obergeschoss Fachwerk, baugeschichtlich und sozialgeschichtlich von Bedeutung. Wohnstallhaus: Fachwerk, Krüppelwalmdach, Biberschwanzdeckung, Fledermausgaupen, Granittürgewände, originale Fenstergrößen. Seitengebäude: teils mit doppelter Biberschwanzdeckung, teils mit Holzschindeln. Scheune: mit Fachwerk, Naturstein, einfache Biberschwanzdeckung. | 09252048 |

## Wurschen
| Bild                                    | Bezeichnung                                                                                  | Lage | Datierung                | Beschreibung | ID       |
| --------------------------------------- | -------------------------------------------------------------------------------------------- | --- | ------------------------ | --- | -------- |
| Weitere Bilder                          | Steinkreuz                                                                                   | (Nordöstlich des Ortes, etwa 120 Meter östlich der Brücke über das Kotitzer Wasser an einer Baumgruppe) (Karte) | 1817                     | Lebensgroßes schlankes Granitkreuz mit Inschrift: Südwestseite im Kopf Eva, geteilt auf den Armen 1817, ortsgeschichtlich von Bedeutung | 09304566 |
| Direkt Bild zu diesem Denkmal hochladen | Wohnstallhaus                                                                                | Belgerner Straße 4 (Karte)                                                                                      | Anfang 19. Jahrhundert   | Obergeschoss Fachwerk, baugeschichtlich von Bedeutung, Obergeschoss Fachwerk mit originalen Fenstergrößen, Satteldach mit Biberschwanzdeckung, Erdgeschoss Bruchstein, rückseitig Backofen, Lehm, stand bis 2011 irrtümlich unter Belgerner Straße 6 in der Denkmalliste | 09251760 |
| Direkt Bild zu diesem Denkmal hochladen | Wohnstallhaus                                                                                | Belgerner Straße 9 (Karte)                                                                                      | Bezeichnet mit 1842      | Obergeschoss Fachwerk, baugeschichtlich von Bedeutung, erstes Obergeschoss Fachwerk, Lehm, Krüppelwalm, doppelte Biberschwanzdeckung, Erdgeschoss teilweise Bruchstein, originale Fenstergrößen | 09251757 |
| Direkt Bild zu diesem Denkmal hochladen | Wohnstallhaus mit hinterem Anbau                                                             | Belgerner Straße 14 (Karte)                                                                                     | 1820/1850                | Obergeschoss Fachwerk, baugeschichtlich von Bedeutung, langgestrecktes Gebäude mit hochgezogenem Erdgeschoss (hervorstehend), Obergeschoss Fachwerk, Krüppelwalm mit Biberschwanzdeckung, Giebel verbrettert | 09251758 |
| Direkt Bild zu diesem Denkmal hochladen | Wohnstallhaus (Umgebinde) mit Oberlaube                                                      | Lerchenweg 7 (Karte)                                                                                            | Um 1820/1850             | Obergeschoss Fachwerk, baugeschichtlich von Bedeutung, erstes Obergeschoss Fachwerk mit Oberlaube, Satteldach mit Biberschwanzdeckung, Erdgeschoss mit zugesetztem Umgebinde | 09251759 |
| Direkt Bild zu diesem Denkmal hochladen | Wohnstallhaus                                                                                | Lerchenweg 8 (Karte)                                                                                            | 18. Jahrhundert          | Obergeschoss Fachwerk, baugeschichtlich von Bedeutung, Erdgeschoss stark verändert, erstes Obergeschoss Fachwerk, originale Fenstergrößen (nur rückseitig/Hofseite) | 09251753 |
| Direkt Bild zu diesem Denkmal hochladen | Zwei Steindeckerbrücken                                                                      | Lerchenweg 12 (bei) (Karte)                                                                                     | 19. Jahrhundert          | Baugeschichtlich von Bedeutung | 09252013 |
| Weitere Bilder                          | Rittergut und Gutspark Wurschen (Sachgesamtheit)                                             | Schloßplatz 2, 4, 5, 6, 7, 10, 12 (Karte)                                                                       | 18. Jahrhundert          | Sachgesamtheit Rittergut und Gutspark Wurschen mit folgenden Einzeldenkmalen: Schloss mit umgebendem Wassergraben und zwei Steinbrücken (Nr. 7), sieben Wirtschaftsgebäude des Wirtschaftshofes (Nr. 2, 4, 5, 6, 10, 12), zwei sechseckige Speichergebäude im Hof, Reste der nordwestlichen Einfriedungsmauer und Gedenkstein am Weg der östlichen Parkgrenze (siehe Obj. 09251749, gleiche Anschrift) sowie der nach Süden verlaufende Gutspark mit östlicher Allee (Gartendenkmal); baugeschichtlich, ortsgeschichtlich, gartenkünstlerisch und ortsbildprägend von Bedeutung [die Gebäude auf dem Flurstück 203/7 (Schloßplatz 9) besitzen keinen Denkmalwert, nur die Fläche des Grundstücks gehört zur Sachgesamtheit].                                           | 09303991 |
|                                         | Sieben Wirtschaftsgebäude des Wirtschaftshofes (Einzeldenkmal zu ID-Nr. 09303991)            | Schloßplatz 2, 4, 5, 6, 10, 12 (Karte)                                                                          | 18./19. Jahrhundert      | Einzeldenkmale der Sachgesamtheit Rittergut und Gutspark Wurschen; baugeschichtlich und ortsgeschichtlich von Bedeutung. | 09251749 |
| Weitere Bilder                          | Schloss mit umgebendem Wassergraben und zwei Steinbrücken (Einzeldenkmal zu ID-Nr. 09303991) | Schloßplatz 7 (Karte)                                                                                           | Bezeichnet mit 1701/1708 | Einzeldenkmal der Sachgesamtheit Rittergut und Gutspark Wurschen; Herrenhaus Putzbau mit dreiachsigem Mittelrisalit und Mansardwalmdach, baugeschichtlich und ortsgeschichtlich von Bedeutung. Rechteckiger Baukörper (Pfahlbau) mit Mittelrisalit, Mansarddach und Fledermausgaupen, rundbogiges Eingangsportal, seitliche Brücke mit Treppenaufgang zum Nebeneingang, Steinbrücke (Hauptbrücke) über Wassergraben zum Haupteingang, Keller mit Tonnen- und Kreuzgratgewölben, innen Steinboden im Erdgeschoss, Gewölbe mit Kreuzblumen, im ersten Obergeschoss Parkett und Stuckdecken, Gewölbe auch im Treppenhaus zum ersten Obergeschoss, Basaltsäule in der Parkanlage (Monolith), Steinbank, „Signa Proelii Die XIV. Oct. MDCCIVIII“ (Außenwand des Schlosses). | 09251749 |
| Direkt Bild zu diesem Denkmal hochladen | Zwei sechseckige Speichergebäude im Hof (Einzeldenkmal zu ID-Nr. 09303991)                   | Schloßplatz 2, 4, 5, 6, 7, 10, 12 (Karte)                                                                       | 18./19. Jahrhundert      | Einzeldenkmale der Sachgesamtheit Rittergut und Gutspark Wurschen; baugeschichtlich und ortsgeschichtlich von Bedeutung | 09251749 |
| Direkt Bild zu diesem Denkmal hochladen | Reste der nordwestlichen Einfriedungsmauer (Einzeldenkmal zu ID-Nr. 09303991)                | Schloßplatz 2, 4, 5, 6, 7, 10, 12 (Karte)                                                                       |                          | Einzeldenkmal der Sachgesamtheit Rittergut und Gutspark Wurschen; baugeschichtlich und ortsgeschichtlich von Bedeutung | 09251749 |
|                                         | Gedenkstein am Weg der östlichen Parkgrenze (Einzeldenkmal zu ID-Nr. 09303991)               | Schloßplatz 2, 4, 5, 6, 7, 10, 12 (Karte)                                                                       |                          | Einzeldenkmal der Sachgesamtheit Rittergut und Gutspark Wurschen; baugeschichtlich und ortsgeschichtlich von Bedeutung, Gedenkstein rückseitig beschriftet: „F Ev THIE LAV“ | 09251749 |
| Direkt Bild zu diesem Denkmal hochladen | Gedenkstein                                                                                  | Weißenberger Straße (neben der Bushaltestelle) (Karte)                                                          | 1945                     | Ortsgeschichtlich von Bedeutung | 09251756 |
| Direkt Bild zu diesem Denkmal hochladen | Zwei Steindeckerbrücken                                                                      | Weißenberger Straße 16 (neben) (Karte)                                                                          | 19. Jahrhundert          | Baugeschichtlich von Bedeutung | 09251754 |

## Ehemalige Denkmäler

### Ehemalige Denkmäler (Weißenberg)
| Bild                                    | Bezeichnung                  | Lage                      | Datierung                         | Beschreibung | ID       |
| --------------------------------------- | ---------------------------- | ------------------------- | --------------------------------- | --- | -------- |
| Direkt Bild zu diesem Denkmal hochladen | Wohnstallhaus                | Mühlbergstraße 15 (Karte) | Wahrscheinlich ab 18. Jahrhundert | Obergeschoss Fachwerk, Konstruktion weitgehend erhalten, baugeschichtlich von Bedeutung; vor 2008 abgerissen. Erdgeschoss massiv, zwei Bauphasen, Obergeschoss-Fenster in originaler Größe, Satteldach. | 09252008 |
| Direkt Bild zu diesem Denkmal hochladen | Wohnhaus in offener Bebauung | Mühlbergstraße 24 (Karte) | Bezeichnet mit 1859               | Baugeschichtlich von Bedeutung, Natursteinsockel, original erhaltene Fenstergrößen mit gut erhaltenen Granitgewänden, im Erdgeschoss rechteckig, im Obergeschoss rundbogig, Gurtgesimse, kleine lukenartige Zwillingsfenster unter Dachabschluss, Satteldach mit Hechtgaupe und darüber Fledermausgaupen, – Inschrift: „Erbaut im Jahr 1859 von Ernst Hül...“, Abbruchgenehmigung vom 6. September 2017 (Landratsamt Bautzen); abgerissen (Stand: Juli 2019) | 09251806 |

### Ehemalige Denkmäler (Belgern)
| Bild                                    | Bezeichnung | Lage                          | Datierung           | Beschreibung                                                                                                 | ID       |
| --------------------------------------- | ----------- | ----------------------------- | ------------------- | --- | -------- |
| Direkt Bild zu diesem Denkmal hochladen | Wohnhaus    | Cannewitzer Straße 20 (Karte) | Bezeichnet mit 1836 | Obergeschoss Fachwerk verbrettert, baugeschichtlich von Bedeutung; nach 2014 von der Denkmalliste gestrichen | 09251766 |

### Ehemaliges Denkmal (Maltitz)
| Bild                                    | Bezeichnung   | Lage               | Datierung | Beschreibung | ID       |
| --------------------------------------- | ------------- | ------------------ | --------- | --- | -------- |
| Direkt Bild zu diesem Denkmal hochladen | Wohnstallhaus | Maltitz 16 (Karte) | Um 1800   | Obergeschoss Fachwerk, baugeschichtlich von Bedeutung, Erdgeschoss Ziegel, teilweise verputzt, erstes Obergeschoss Fachwerk, Lehm, kleine, originale Fenster, Satteldach mit doppelter Biberschwanzdeckung, Wasserablauf. Zwischen 2017 und 2024 aus der Denkmalliste gestrichen. | 09251842 |

### Ehemaliges Denkmal (Nechern)
| Bild                                    | Bezeichnung                                     | Lage                              | Datierung | Beschreibung | ID       |
| --------------------------------------- | ----------------------------------------------- | --------------------------------- | --------- | --- | -------- |
| Direkt Bild zu diesem Denkmal hochladen | Rittergut und Gutspark Nechern (Sachgesamtheit) | Am Anger 1, 2, 3, 4, 6, 8 (Karte) | Um 1850   | Sachgesamtheit Rittergut Nechern (zwischen 2017 und 2020 gestrichen) mit folgenden Einzeldenkmalen: nordwestliche Scheune (Nr. 3), nordöstliches Backhaus (Nr. 4 – sog. alter Schafstall), zwei Erdkeller und Einfriedungsmauer im südlichen Bereich des ehemaligen Rittergutes (siehe Obj. 09251775, gleiche Anschrift), zweireihige Alle aus Linden und Eichen (Gartendenkmal) sowie südwestliches Wirtschaftsgebäude (Nr. 1 – heute Wohnhaus), nördliches Wirtschaftsgebäude (Nr. 6, 8 – Ställe, Scheunen- und Wohnteil), östliche Scheune (ohne Nr.) und südöstliche Scheune (Nr. 2) als Sachgesamtheitsteile; baugeschichtlich, ortsgeschichtlich und wirtschaftsgeschichtlich von Bedeutung | 09303932 |

### Ehemalige Denkmäler (Nostitz)
| Bild                                    | Bezeichnung                      | Lage                       | Datierung           | Beschreibung | ID       |
| --------------------------------------- | -------------------------------- | -------------------------- | ------------------- | --- | -------- |
| Direkt Bild zu diesem Denkmal hochladen | Wohnhaus (Umgebinde) und Scheune | Nostitz 33 (Karte)         | Um 1820             | Wohnhaus Obergeschoss Fachwerk, Scheune Fachwerk, baugeschichtlich und sozialgeschichtlich von Bedeutung, mit Scheune über Eck gebaut, Eingang rückseitig, rechts 2/2/? Joche Umgebinde, Lehmausfachung, originale Fenster und Fenstergrößen, erstes Obergeschoss Fachwerk, Giebel zum Teil verbrettert, mit Verzierung, Satteldach mit Biberschwanzdeckung, Giebel zum Teil verschiefert, innen Deckenbalken zum Teil verziert, Dielung in Ordnung, Scheune: Fachwerk, doppelte Biberschwanzdeckung. Abbruchgenehmigung vom 30. Juni 2016 (Landratsamt Bautzen). Zwischen 2016 und 2019 abgerissen. | 09251857 |
|                                         | Lutherstein                      | Nostitz 40 (neben) (Karte) | Bezeichnet mit 1883 | Inschrift: „1483 – 1883, den 10. November“, geschichtlich von Bedeutung; nach 2014 von der Denkmalliste gestrichen | 09251858 |

### Ehemaliges Denkmal (Wuischke)
| Bild           | Bezeichnung                                                                            | Lage                | Datierung | Beschreibung | ID       |
| -------------- | -------------------------------------------------------------------------------------- | ------------------- | --------- | --- | -------- |
| Weitere Bilder | Wohn- und Mühlengebäude und gegenüber liegende Scheune eines ehemaligen Mühlenanwesens | Wuischke 11 (Karte) | 1840/1850 | Ortsgeschichtlich und technikgeschichtlich von Bedeutung. - Wohn- und Mühlengebäude: einfache Fassadengestaltung, dreietagig, teilweise moderne Fenster, aber Fenstergrößen erhalten, Mühlenteil original, kleines Satteldach mit Schieferdeckung - Stallungen bzw. Scheune: über Eck gebaut, Satteldach mit einfacher Biberschwanzdeckung, originaler Zustand (Gewände, Fenster, Türen, ein Holztor/um 1820) - Werkstatt: längliches, einetagiges Gebäude mit Dreiecksgiebel als Bekrönung, originaler Zustand, Satteldach mit doppelter Biberschwanzdeckung, Zwillingsluken unter Dachabschluss. Stall und Werkstattgebäude Abbruch vor 2011. Abbruch des Gesamtensembles und Renaturierung des Flusslaufs im Jahr 2020. | 09251833 |

## Tabellenlegende
- Bild: Bild des Kulturdenkmals, ggf. zusätzlich mit einem Link zu weiteren Fotos des Kulturdenkmals im Medienarchiv Wikimedia Commons. Wenn man auf das Kamerasymbol klickt, können Fotos zu Kulturdenkmalen aus dieser Liste hochgeladen werden:
- Bezeichnung: Denkmalgeschützte Objekte und ggf. Bauwerksname des Kulturdenkmals
- Lage: Straßenname und Hausnummer oder Flurstücknummer des Kulturdenkmals. Die Grundsortierung der Liste erfolgt nach dieser Adresse. Der Link (Karte) führt zu verschiedenen Kartendiensten mit der Position des Kulturdenkmals. Fehlt dieser Link, wurden die Koordinaten noch nicht eingetragen. Sind diese bekannt, können sie über ein Tool mit einer Kartenansicht einfach nachgetragen werden. In dieser Kartenansicht sind Kulturdenkmale ohne Koordinaten mit einem roten bzw. orangen Marker dargestellt und können durch Verschieben auf die richtige Position in der Karte mit Koordinaten versehen werden. Kulturdenkmale ohne Bild sind an einem blauen bzw. roten Marker erkennbar.
- Datierung: Baubeginn, Fertigstellung, Datum der Erstnennung oder grobe zeitliche Einordnung entsprechend des Eintrags in der sächsischen Denkmaldatenbank
- Beschreibung: Kurzcharakteristik des Kulturdenkmals entsprechend des Eintrags in der sächsischen Denkmaldatenbank, ggf. ergänzt durch die dort nur selten veröffentlichten Erfassungstexte oder zusätzliche Informationen
- ID: Vom Landesamt für Denkmalpflege Sachsen vergebene, das Kulturdenkmal eindeutig identifizierende Objekt-Nummer. Der Link führt zum PDF-Denkmaldokument des Landesamtes für Denkmalpflege Sachsen. Bei ehemaligen Kulturdenkmalen können die Objektnummern unbekannt sein und deshalb fehlen bzw. die Links von aus der Datenbank entfernten Objektnummern ins Leere führen. Ein ggf. vorhandenes Icon  führt zu den Angaben des Kulturdenkmals bei Wikidata.

## Ausführliche Denkmaltexte
1. ↑  Zweigeschossiges massives Gebäude, nach dem Stadtbrand von 1643 Mitte des 17. Jahrhunderts über spätgotischem Resten als Fachwerkständerhaus errichtet. Ursprüngliche Ausrichtung des Hausesmit markt- und hofseitiger spätgotischer Giebelstellung, Eingang an westlicher Traufseite unter offenem Laubengang. Aus dieser Zeit über dem kleinen Keller zentral im Haus gelegener altdeutscher Backofen erhalten. Errichtet aus Ziegeln mit gewölbter Backröhre 2,30 m tief und 1,90 m hoch mit Rauchabzugskanälen, die vorn über Backofen enden. Bachröhre direkt mit Holz beheizt, nach Aufheizungsprozess gereinigt und gelöscht, bevor Pfefferkuchen in Reservewärme gebacken werden konnten. Darüber eine von nebenan gelegener Backstube aus bedienbare, geräumige Garkammer. Über dem Ensemble Backofen-Herd-Kessel weiträumige offene Knüppel- oder Riegelesse, bestehend aus vier mit Riegeln verbundenen Holzsäulen, deren Zwischenräume mit senkrecht eingelagerten, mit Stroh umwickelten und mit Lehm-Stroh-Kleiber verdichteten Holzstaken ausgefüllt sind. Schornsteinkopf aus Ziegeln aufgemauert 1787 erneut Brandschäden, unter Verwendung noch vorhandener Bausubstanz Gebäude wiederaufgebaut und umgebaut (Marktfassade, bis angrenzende Apotheke aufgerichtet, Dachstuhl um 90 Grad gedreht, Hauseingang in Richtung Markt verlegt, Backhaus und darüber liegende Diele um Breite des Laubenganges vergrößert, Raumaufteilung im Hausinneren mit Backhaus, Backstuben, Ladenstube und Laden im Erdgeschoss sowie guter Stube, Diele, Gewürzkammer und Schlafstube im Obergeschoss nur hofseitige verändert). Damit heutiges Aussehen erreicht, in dieser Struktur bis 1937 als Pfefferküchlerei genutzt (Paul Opitz letztes Glied der Familie Bräuer/Opitz, die in ununterbrochener Geschlechterfolge seit dem 17. Jahrhundert diese Pfefferküchlerei betrieben haben). Durch Legat ging Anwesen 1939 an die Stadt Weißenberg, 1941 Eröffnung als Museum, 1945–1959 Nutzung als Wohnhaus, ab 1961 wieder Museum (einschließlich kleiner Scheune im Hof mit Ausstellung zur Geschichte der Pfefferkuchenherstellung), 1986–1990 umfassende bauliche Sanierung des Hauptgebäudes, Ladeneinbau mit historischer Ausstattung, Satteldach mit straßenseitiger Fledermausgaupe, Biberschwanzdeckung, Steinbank vor dem Haus, seitlicher Toreingang sowie seitlicher Durchgang zum Hof, Fachwerk seitlich. Im Erdgeschoss um den zentral gelegenen Backofen die Backstube und weitere kleine museal genutzte Räume mit historischer Ausstattung sowie der Durchgang zum Hof mit der Scheune (ausgebaut mit Ausstellungsnutzung, dort ebenfalls wertvolle Exponate) sowie im Obergeschoss Wohnräume mit historischer Ausstattung (Mobiliar). Quelle: Schnell Kunstführer Nummer 2266, Museum „Alte Pfefferküchlerei“.
2. ↑  Evangelische Stadtkirche. Innerhalb des Kirchhofes gelegene, stattliche Saalkirche mit Resten eines romanischen Baus aus dem 13. Jahrhundert, später vielfach verändert. 1725 Errichtung eines Dachreiters und Veränderung des Chorraums. 1839 Umgestaltung des Innenraumes und Vergrößerung der Fenster der Nordseite. 1858 Abtragung der Eingangshallen an der Nord- und Südseite, Errichtung der nördlichen Vorhalle und des Haupteingangs an der Westseite. 1901 neue Innenausmalung. Restaurierungen 1939–41 (Entfernung der oberen Empore, Bau einer neuen Sakristei, Ausmalung), 1955 (Dachreiter), 1970–76 (Dachreiter, Innenausmalung). Hochragender schlichter Putzbau mit Satteldach, der eingezogene Chor mit geradem Schluss, dessen abgewalmtes Dach mit gleicher Firsthöhe, Dachreiter mit Welscher Haube und Zwiebellaterne. Korbbogen- und Rundbogenfenster. Die Westfassade eingefasst von zwei mächtigen Strebepfeilern, Vorhalle mit Hauptportal. An der Nordseite des Chores die Sakristei. Der helle Innenraum mit flacher Putzdecke über großer Kehle. Eingeschossige Holzemporen an drei Seiten, die westliche konvex mit Balustergalerie.

Ausstattung: Prachtvoller, farbig gefasster Schnitzaltar von Michael Bubenick aus Zittau, 1666, Neufassung 1859 von Leo (Maler) und Grundmann (Vergolder). Dreigeschossiger Aufbau mit zwei reich geschmückten Säulenpaaren. Predella mit Abendmahlsrelief, Haupttafel mit Kreuzigungsrelief, in den Rundbogennischen der kraftvollen Wangen Petrus und Paulus, im Giebel ein Relief mit der Grablegung, seitlich die Evangelisten Matthäus und Johannes, als Bekrönung der auferstandene Christus, Grabwächter. – Farbig gefasste Holzkanzel, Anfang 17. Jahrhundert, der Kanzelkorb mit toskanischen Säulen und Engelkopfkonsolen dazwischen Bilder der Evangelisten. Der Schalldeckel mit Löwen- und Engelköpfen, an der Unterseite eine Taube. – Schlichte kelchförmige Holztaufe, um 1800, farbig gefasst. Taufbecken aus Messing, vermutlich Nürnberger Arbeit, 16. Jahrhundert, auf dem Boden Darstellung der Verkündigung, umlaufende Inschrift. – Eule-Orgel von 1940, Gehäuse im Rokokostil von der ehem. Orgel von Gotthilf Bärmig, 1859. – Im Chor mehrere Grabplatten: Zwei nur mit linear dargestellten Wappen geschmückte Platten, ehemals im Fußboden, für Christoph von Gersdorf († 1549) und Christoph von Gersdorf († 1584). – Denkmal für Erasmus von Gersdorf d. Ä. († 1593), ganzfigurige männliche Gestalt mit Rüstung in selbstbewusster Stellung. – Denkmal für Christoph von Gersdorf († 1611), ganzfigurige Rittergestalt. – Denkmal für Erasmus von Gersdorf († 1619), Figur eines betenden Kindes mit reicher, pelzbesetzter Kleidung. – Denkmal für Erasmus von Gersdorf (* 1580), ganzfigurige männliche Gestalt in Rüstung, der Hintergrund mit Rankenornament, da die Platte wohl zu Lebzeiten angefertigt wurde, ist das Todesdatum (1637) nicht eingetragen. – Denkmal für Joachim Werlin († 1710), unter zwei Puttenköpfen zwischen Wolken gerafftes Tuch mit Inschrift, darunter Schädel, Knochen und eine Kerze. – In der Sakristei zwei Gemälde, Berufung des Moses von Carl Gottlieb Rolle aus Reichenau, 1862, Taufe Christi von Alfred Thomas aus Dresden, 1893.
3. ↑  Kombiniertes Wohn-Mühlengebäude: Massivbau (Bruchstein, verputzt), mit Granitgewänden, Eckquaderung, originaler Türstock und originale Haustür. Gebäude zur Unterbringung der Dampfmaschine: Bruchstein-Massivbau, verputzt, mit auffälligem Dreiecksgiebel hofseitig (Dachausbau). Der Mühlenbetrieb hat offensichtlich immer der Ergänzung durch eine landwirtschaftliche Produktion bedurft, um in ausreichendem Maße für die betreibende Familie wirtschaftlich zu sein. Deshalb gegenüberliegend von o. g. Mühlengebäuden auf anderer Hofseite die der Landwirtschaft dienenden Gebäude. Wohnstallhaus: Erdgeschoss Bruchstein, Obergeschoss Fachwerk (verputzt), Obergeschoss Oberlaube, weiter Dachüberstand, an Giebelseite Lastenaufzug, über hofseitigem Stallteil Heuboden, Erdgeschoss mit Granitgewänden. Scheunen- oder Stallgebäude (gegenwärtig Ruine, nur Erdgeschoss erhalten): im rechten Winkel an Wohnstallhaus angebaut, Bruchsteinmauerwerk mit Eckquaderungen aus Granit. Stall-Scheunen-Gebäude: Obergeschoss Sichtfachwerk, Satteldach mit Biberschwanzdeckung, segmentbogige Türöffnung zum Schweinestall und gerade abgeschlossenes zweiflügeliges Holztor zum Scheunenteil, im Dach linksseitig großer Wasserschaden. Mühlgraben: war vollkommen verschlammt, wird gegenwärtig freigelegt. Wehr: hatte ursprünglich eine Gesamtlänge von 33 m, davon 12 m zerstört, soll rekonstruiert werden.

Außerordentlicher kulturhistorischer Wert der ehemaligen Niedermühle, da die anderen beiden in Weißenberg ehemals bestehenden Mühlen (Mittel- und Obermühle) sich hinsichtlich ihres Charakters als Wassermühlen nicht erhalten haben (hier Umbau zu Zweckbauten im Stil der Industriearchitektur vom Anfang des 20. Jahrhunderts und späterer Übergang zum elektrischen Betrieb mit Fremdeinspeisung). Erhaltung des Gebäudeensembles der Niedermühle als einzige Wassermühle im baulichen Zustand der Mitte des 19. Jahrhunderts für die Stadt Weißenberg und für die Region. Ziel des Eigentümers: Rekonstruktion und Wiederinbetriebnahme vorhandener technischer Ausrüstungen und Steigerung des Wertes der originalen Bausubstanz und der Technik vergangener Zeiten durch Vorführung in Funktion, stand bis 2007 unter der Hausnummer 2 in der Denkmalliste, laut ALK-Daten besitzt dieses Gebäude die Nummer 1.
4. ↑  
Park: erstreckt sich südlich vom Schloss und schließt die im Tal des Drehsaer Wassers gelegene Drehsaer Schweiz mit ein, gegenwärtige Gestaltung des Schlossparks durch Landschaftsarchitekten Max Bertram (1849–1914), zwischen 1889 und 1891 Schlosspark nach Bertrams Plänen angelegt. Drehsaer Schweiz durch Anlage zusammenhängenden Wegenetzes und Ausbau des Teiches in naturnahen Park umgewandelt.

Geschichte: Anwesen seit 1661 Besitz der Familie Gersdorf, 1847–89 von Magnus (Berlin), 1889–1902 Baron von Bleichröder, 1904–1945 Fürsten von Hanau und zu Horzowitz, 1945–1948 russische Kommandantur, dann Übernahme durch Sächsische Sozialversicherung – Tbc-Heilstätte, seit 1958 Kinderheim (jetziger Träger: Arbeiter-Samariter-Bund), 1966 Anschluss an zentrale Trinkwasserversorgung. 

Von 2007 bis zum Tod von Hermann Freiherr von Salza und Lichtenau (1978–2013) im Besitz der Familie von Salza und Lichtenau.
5. ↑  
Als Teil des Rittergutes Drehsa ist der 1889 unter Baron von Bleichröder errichtete ehemalige Wasserturm des Gutes ein Zeugnis der frühen zentralen Wasserversorgung der Ortschaft Drehsa. Er wurde bis 1967 u. a. für die Unterhaltung der künstlichen Wasseranlagen im Schlosspark genutzt und dient seit seiner Sanierung 1994 als Aussichtsturm. Der rund 30 Meter hohe, schlanke, quadratische Ziegelturm schließt giebelseitig an eine Bruchsteinscheune an. Über einem hohen Sockelgeschoss, das nördlich über ein mit Dreiecksgiebel bekröntes Portal erschlossen ist, verjüngt sich der hell verputzte Turmschaft leicht. Darüber vermitteln Konsolen und ein kräftiges Kranzgesims zum rot gefassten ehemaligen Behältergeschoss, das nach der Umnutzung über je drei Fenster zu allen Seiten Weitblick in die Umgebung bietet. Schmale, hochrechteckige Fenster gliedern und belichten die vier Turmgeschosse, das Dach ist in historistischer Formensprache als weit auskragendes, geknicktes Zeltdach gestaltet. Es ist zusätzlich durch vier mit Zifferblättern und Turmkugeln verzierte Gauben sowie eine Wetterfahne geschmückt. Dem Wasserturm kommt eine orts- und versorgungsgeschichtliche Bedeutung zu. Als weithin sichtbare Landmarke prägt er zudem das Ortsbild.

Wasserturm: quadratischer Turm, am Wirtschaftsgebäude angebaut, mit Natursteinsockel, breitem Sims über Erdgeschoss, Mittelbetonung durch Eingangstür, darüber Dreiecksgiebel, schmale, schießschartenartige Fenster in vier Etagen, darüber Sockel mit rundbogigen Stützen, darüber Wasserbecken aus Ziegeln, Walmdach (Holzstützen) schiefergedeckt, mit vier Dachfenstern und turmartiger Bekrönung, Wetterfahne.
6. 1 2 3  
Sandsteinskulpturen: vom Bildhauer Heinrich Natter (1844–1892), stellen Figuren aus Wagners Oper „Ring des Nibelungen“ dar. Skulpturen von Fürstin Elisabeth von Hanau von ihrem Schloss in Horzowitz nach Drehsa gebracht. Wotan (1872) und Walküre (1891, Gips-Sand, original Gipsbeton) nördlich des Springbrunnens im oberen Parkteil gelegen, Siegfried (1873/1874, original, Kalkguss – Kelheimer Marmor) ursprünglich als Brunnenfigur gedacht, gegenüber dem Fürstengrab (in Drehsaer Schweiz) gelegen.
7. ↑  Einfriedung am Schloss: bestehend aus mehreren Zaunpfeilern (Kunstwerkstein) und Toranlage mit einem großen Tor, welches von einem kleinen Tor seitlich flankiert wird, gelegen an der Wegkreuzung „Am Schloß“ und Weg vom Schloss zum Dorfplatz.

Schlosspark, Schanzenpark einschließlich Slawischer Schanze und die Weichaer Anlagen in der Gröditzer Skala: Schlosspark mit Flächen südlich, westlich und nördlich des Schlosses, Erschließungswege nur in unmittelbarem Schlossbereich, zumeist erst nach 1945 entstanden im Zusammenhang mit Nutzung Schloss als Pflegeheim, ansonsten Rasenflächen mit interessantem Altbaumbestand. Im Zeitraum von 1780 bis 1880 erfolgte eine Ausweitung der barocken Parkanlage auf umliegende Flächen. So wurden die Überreste der slawischen Wallanlage (Gröditzer Schanze) in einen neuen landschaftsprägenden Parkbereich integriert. Die Gröditzer Schanze bildet ein wesentliches Element des Schanzenparks mit Aussichten auf das Oberlausitzer Bergland. Der sogenannte Schneckenberg befindet sich auf der slawischen Schanze. Ein spiralförmig gestalteter Weg führt auf den höchsten Punkt der Schanze, auf dem eine Steinbank aufgestellt ist. Östlich des Schloss- und Schanzenparks schließen sich die Weichaer Anlagen in der Gröditzer Skala (seit 1938 unter Naturschutz) an, die ab 1780 im Stil der Empfindsamkeit zu beiden Seiten des Löbauer Wassers angelegt wurden. Zu beiden Seiten des Tals befinden sich Wege mit Blick- und Wegebeziehungen zum Schloss mit verschiedenen Aussichtspunkten wie „Bastei“, „Steinerner Tisch“, „Mosesfelsen“ und „Steinerne Sitzecke“ sowie Bänken mit Blickbeziehungen zum Schloss, ins Tal und in die Umgebung.

Geschichte:
  - auf südlichem Gelände heutiger Parkanlage Reste einer ca. 1000-jährigen slawischen Befestigungsanlage „sogenannte Gröditzer Schanze“, Abschnittswall, wichtiges Zeugnis für frühe Besiedlung heutiges Schlossgelände und Ort Gröditz, mit teilweise steil ansteigenden Erdaufschüttungen prägt sie Stimmungsbild des Parks wesentlich
  - eigentliche Anlage Herrensitz und dazugehöriger Hof 13./14. Jahrhundert, wobei im 12. Jahrhundert Besitznahme slawischer Siedlung durch deutsche Ritter
  - frühere Besitzer der Gutsanlage Familien von Porsitz, von Klüx, von Maxen, 1. Hälfte 17. Jahrhundert im Besitz der Familie von Gersdorff (Haus von Gersdorff, Johannes von Gersdorff, 2. Hälfte 17. Jahrhundert Besitzer Rittergut Weicha und auch Verbindung zum Ort Gröditz), eventuell schon in 2. Hälfte 17. Jahrhundert in Weicha und Gröditz Nutz- und Ziergärten existent
  - spätestens mit Bau/Ausbau des Schlosses in jetzigem Erscheinungsbild begleitende Gartenanlage vorhanden (Bau 1738 über Schlossportal in Wappenkartusche datiert)
  - Lehnsakten im Staatsfilialarchiv Bautzen (1762–1787) enthalten umfassende „Grund-Taxa“ mit Beschreibung Rittergut und dazugehörige Gebäude und Flächen, erstmals nachweislich ein Lustgarten erwähnt (mit Orangerie-Bäumen, Nennung eines nicht mehr vorhandenen Gewächshauses, Erwähnung einer Allee)
  - Beschreibung in der „Grund-Taxa“ lässt auf typische, ländliche Gartenanlage 1. Hälfte 18. Jahrhundert schließen (südliches Schloss Parterre mit aufgestellten Kübelpflanzen, daran axial zum Schloss führende Allee und seitlich gelegenen sogenannten Bosketts (sogenannte Wildnis)), noch heute vorhandener Gehölzbestand belegt das, neben Lustgarten und Allee in „Grund-Taxa“ von 1780 noch „großer Obst- und Grasegarten“ nördlich der Scheune und des Wagenschuppens im Norden des Gutes erwähnt
  - vermutlich Ende 18. Jahrhundert/Anfang 19. Jahrhundert von Familie von Gersdorff auch slawische Schanze und Gröditzer Skala in Parkgestaltung integriert (Anregung eventuell von Familie von Bressler, Herrensitz Lauske einschließlich Felsental mit allen slawischen Schanzenanlagen)
  - Zeitalter der Empfindsamkeit mit Aussichtstürmen, künstlichen Wasserfällen, Brücken, Spazierwegen als Elemente der Parkgestaltung, so auch in Gröditz und Gröditzer Skala. Höhenmäßig exponierte Lage der Schanze, drei Sitzplätze (zwei Steinbänke und steinerner Rundtisch und Steinbank), auch Aussichtspunkt auf Felsplateau an Ostseite der Schanze zu dieser Zeit angelegt, einhergehend mit Gestaltung gesamtes Schanzenareal zu natürlich erscheinendem Park
  - gleichzeitig Erschließung und Gestaltung Gröditzer Skala (gemeinsam mit Rittergutsbesitzern von Weicha), Zeugnisse der Zeit: mehrerer Sitzplätze, Aussichtsplatz, „Mosesfelsen“ mit Inschrift eines Auszuges aus Versen von Horaz und Wegeerschließung von Gröditz und von Weicha, zu dieser Zeit auch Eiskeller nördlich des Schlosses entstanden (Eis vom Löbauer Wasser)
  - 1896 Schloss und Gut im Besitz kgl. sächs. Generalmajor Krauß aus Dresden, unter ihm Umgestaltung bzw. Erweiterung der Gartenanlagen (Plan Bodo Ebhardt 1922)
  - auf Messtischblatt 1906, aktualisiert 1923 zeigt sich Parkanlage vollständig landschaftlich gestaltet
  - westlich des Schlosses vor Haupteingang ein Rondell
  - nach Brand 1922 wurde Schloss 1923–1934 wieder aufgebaut, dabei vermutlich im schlossnahen Bereich Veränderungen der Parkanlage
  - seit 1950er Jahren Schloss als TBC-Heim genutzt
  - ab 1967 Schloss und Park als Außenstelle des Fachkrankenhauses für Psychiatrie und Neurologie Großschweidnitz genutzt
  - besonders im Süden und Westen des Schlosses Veränderungen der Gartenanlage, Schaffung neuer Wege und Strauchpflanzungen, ansonsten starke Verwilderung der Schanze

Bedeutung: Im Zusammenhang mit Schloss, Rittergut und Skala handelt es sich um eine kulturhistorisch wertvolle Parkanlage in der Oberlausitz. Wissenschaftliche und regionalhistorische Bedeutung wegen Verbindung/Einbeziehung alter slawischer Schanzenanlage als Zeugnis früher Besiedlung des Gebietes und Entwicklung von Handelswegen sowie noch heute ablesbarer kontinuierlicher Entwicklung der Parkanlage seit Ende des 17. Jahrhunderts in Verbindung mit Gröditzer Skala. Personengeschichtliche Bedeutung des Parks im Zusammenhang mit bedeutender Oberlausitzer Adelsfamilie von Gersdorff und Familie von Krauß. (Haus Gersdorff → Gersdorffsch-Weichaer Stiftung mit Gersdorffcher Bibliothek in heutiger Stadtbibliothek Bautzen und Ausstellungsstücke im Bautzner Stadtmuseum). Schloss selbst bedeutend wegen Wiederaufbau unter Architekt Bodo Ebhardt in den Jahren 1920/30. Wertvoll auch einzigartige Verbindung von Schloss- und Gartenanlage mit Gröditzer Skala.
8. ↑  Dehio – Handbuch der deutschen Kunstdenkmäler / Sachsen Band 1:

Stattlicher verputzter Bau mit Bruchsteinsockel. Der gerade geschlossene Saal und die kurzen Querhäuser mit steilem Walmdach, Treppenhausanbauten, im Süden romanisches Granitportal, die Säulen mit Blattkapitellen, im Tympanon ein schlichtes Kreuz, angrenzend die Sakristei. Massiver, barocker Turm mit oktogonalem Aufsatz, Welscher Haube und Zwiebellaterne. Wappenplatte über dem Turmportal um 1500, bezeichnet mit „Peter Porschitz“. Großzügiger Innenraum mit eingeschossiger Holzempore an drei Seiten. Die Holzdecke mit floralen Motiven und Ornamenten bemalt. Vor dem Triumphbogen mit Schriftzug ein reiches, plastisches Deckenornament mit Kreuz. Im Chor ein baldachinartig gespanntes Gewölbe mit sieben Rippen.

Die Ausstattung um 1902 im Stil der Neurenaissance. Aufwendiger Altaraufbau aus Holz. Im Sockelgeschoss eingearbeitete symbolische Reliefs (Pelikan, Hostie und Kelch). Im Hauptfeld zwischen geschmückten, kannelierten Doppelsäulen Darstellung der Kreuzigung und sorbische Inschrift von Hugo Kempter. Abschließend auferstandener Christus. – Kanzel, Taufe und Lesepult aus Holz, farbig gefasst mit entsprechenden Dekorationselementen. Taufbecken, Zinn, auf dem Boden Reliefdarstellung der Taufe Christi, bezeichnet mit 1766. Zwei Buntglasfenster, Anbetung der Hirten und das Pfingstwunder, von W. Franke, bezeichnet mit 1902. Eule-Orgel von 1878, der Prospekt um 1900 verändert. In der Sakristei ein Epitaph für Pfarrer Christian Benjamin Lehmann († 1788), über einem mit Kelch und Bibel geschmücktem Postament eine ovale Schrifttafel mit Blattgehängen, vor einem nischenartigen Rundbogen eine bewegte Pilgerfigur mit Lamm.

An den Außenwänden verschiedene Grabdenkmäler: 
  - für Wolfgang von Ziegler († 1621), vor einer Nische stehende Männerfigur in langem, pelzbesetztem Mantel mit betenden Händen, Schriftkartusche.
  - Denkmal für Friedrich Adolf von Ziegler-Klipphausen († 1707) und Wolf Rudolf von Ziegler († 1708), über mit Rankenwerk geschmückten Schriftkartuschen ein kräftiges Gesims, darüber eine reiche Kartusche mit sich neigenden Ähren und Feldblumen.
  - Denkmal für Sophie Margarethe von Gersdorf († 1762), Rudolf Wilhelm von Ziegler († 1749) und Heinrich Adolf von Gersdorf († 1757), über einem sarkophagähnlichen Unterbau geschmückte Schriftkartuschen, diese überdacht von einem profilierten Bogen mit Stoffdraperien, Vorbau mit einer Pyramide, bekrönt vom Auge Gottes in Wolken.
  - Denkmal für Christian Gottlob von Metzradt († 1750). Reiche Kartusche mit seitlichen Wappen, über üppigem Blumenornament ein Bogengesims mit geschmückten Helmen.
9. ↑  „Lausker Abschnittswall und Zschornaer Rundwall“: beide Anlagen von Zschorna und Lauske nahe beieinander am ostufer des Kotitzer Wassers gelegen, zwischen beiden verläuft Lausker Furt. Nördlich gelegener Lausker Abschnittswall von 100 m Länge riegelt das Areal von etwa 30 m Durchmesser ab. Bereits 1780 bei Schachtarbeiten im Innenraum der Burg Rest verkohlten Getreides gefunden. Südlich gelegene Burg Zschorna ist ein Rundwall, der eine Innenfläche von 45 m umschließt. Beide Anlagen seit 1936 unter Denkmalschutz. Im 18. Jahrhundert in den Besitz der Familie des Grafen von Bressler gekommen, diese hat im Inneren des Rundwalls von Zschorna einen kleinen Familienfriedhof eingerichtet, der noch heute unter zwei großen Eichen zu besichtigen ist.

1770 kaufte Gottlieb Wilhelm von Bressler das Lehngut Lauske, machte es zu seinem Sitz und ließ es zum Rittergut erheben. Ressler ließ das Schloß umgestalten und 1776 in der Lausker Skala einen Park anlegen, 1777 erbte Bressler noch Rittergut Nostitz, zur Grundherrschaft gehörten neben Lauske und Nostitz auch die Güter Särka und Kotitz, das Dorf Kleinzschorna und ein Teil von Zschorna, nach Tod des Vaters erbte 1814 Gottlieb Wilhelms Sohn Hans Wilhelm Carl von Bressler den Besitz.
10. ↑  Schlichter Putzbau, an der Westseite dreiseitig geschlossen, eingezogener Chor an der Ostseite mit 3/8-Schluss. Abgewalmtes Satteldach, Rundbogenfenster. Quadratischer, massiver Turm an der Nordostseite mit Pyramidendach und einem Anbau mit hohem Pultdach nach Westen. Flach gedeckter Innenraum mit farbig gefassten Holzemporen, zweigeschossig an der Nord- und Südseite, konvexe Orgelempore im Westen. An den Brüstungen der Nordseite 1972 auf einigen Feldern Reste von biblischen Szenen freigelegt. Der Triumphbogen zum Chor mit stuckierten, farbig gefassten Weintrauben. Der Chor beeindruckt durch seine reiche Gestaltung und Ausstattung aus der Entstehungszeit. Die mit farbig gefassten Blattornamenten belegten Grate der Kreuzgewölbe münden in weintraubenförmige Abhänglinge. Die Gewände von zwei rundbogigen Durchgängen an der Nordseite ebenfalls mit Weinlaub umlegt. Vorkragende, farbig gefasste Holzloge an der Nordseite, die Brüstungen mit unterschiedlichen Blattgirlanden und Festons gestaltet, zwischen den Fenstern zierliche Säulen, an deren Postamenten und Kapitellen plastische Wappen, über dem Abschlussgesims Rankenwerk. Im Untergeschoss des Turmes Sakristei, das Kreuzgratgewölbe mit gemaltem Rankenwerk (1991 freigelegt) und stuckiertem Schlussstein, um 1680.

Ausstattung: Der farbig gefasste Holzaltar in kräftiger Formensprache, 1680 (Rückseite bezeichnet 1866, Renovierung von Kirche und Altar). Predella mit Darstellung des Abendmahls. Die Haupttafel mit Kreuzigung, in verziertem Rahmen zwischen gedrehten Säulen mit Weinlaub, seitliche Anschwünge mit Knorpelwerk. Über dem verkröpften Gesims Bildtafel mit der Grablegung Christi, vermutlich 18. Jahrhundert, ebenfalls mit geschmücktem Rahmen, gedrehten Säulen, Anschwüngen mit Knorpelwerk und Weinlaub. Auf dem Abschlussgesims zwischen Knorpelwerk eine ovale Bildtafel mit dem auferstandenen Christus, darüber ein Kreuz. – Farbig gefasste Holzkanzel, 1680, gedrehte Stützsäule mit Weinranke, polygonaler, reich geschmückter Kanzelkorb, zwischen den Konsolen für die zierlichen Säulen Engelsköpfe, in den Feldern Muschelnischen mit Darstellung der Evangelisten, der Schalldeckel mit Rankenwerk. – Kelchförmige, ungefasste Holztaufe, 19. Jahrhundert – Spätromantische Eule-Orgel, 1915, mit breitangelegtem Prospekt in klassizistischen Formen von der Vorgängerorgel um 1830/40. – Aufwendiges Epitaph für Karl Gottlob von Ziegler († 1715), und seine Ehefrau Christine Elisabeth von Globig († 1728): über einem Sockelaufbau mit Schriftkartuschen zwei paarig angeordnete Kartuschen mit Rankenwerk und Wappen, seitlich Fahnen und Wappengerät sowie Palmenzweige, darüber eine Schrifttafel, an den Seiten sitzen zwei klagende Frauen, als Bekrönung halten zwei Putten eine Krone über einer Schriftkartusche, darüber ein schwebender Engel in Wolken. – Trophäen-Epitaph eines von Ziegler (Anfang 18. Jahrhundert), Holz mit Teil-Vergoldung, große Kartusche mit reichem Rankenwerk, unten zwischen zwei Fahnen ein Helm, darüber fliegender, das Familienwappen tragender Adler, als Bekrönung zwischen Wolken ein Strahlendreieck. – Trophäen-Epitaph für Heinrich Adolph von Ziegler († 1703), gefasstes, überwiegend vergoldetes Holz, über einem breiten Schriftband feines Rankenwerk, eingefügt eine Trommel und Posaunen, eingerahmt von Fahnen, im Zentrum das rankengeschmückte Familienwappen, als Bekrönung Helm und Handschuhe einer Rüstung. – Holz-Epitaph für Ernst von Ziegler († um 1700), farbig gefasst und vergoldet, zwei Engel halten das rankenumrahmte Wappen und darüber eine Krone. – Trophäen-Epitaph für Joachim Ernst von Ziegler († um 1700), farbig gefasst, im Zentrum das Familienwappen, umgeben von Rankenwerk mit Engeln sowie Waffen, Rüstung und Pauken, unten ein Schädel und Gebein.